# Destiny 2
Destiny 2 è un videogioco sparatutto di tipo live service sviluppato da Bungie con l'assistenza di Vicarious Visions e High Moon Studios, sequel dello Shared World Shooter ("sparatutto a mondo condiviso") Destiny e delle sue espansioni. Il gioco era stato originariamente annunciato per l'8 settembre 2017, salvo poi essere anticipato al 6 settembre su console per evitare di sovraccaricare i server nel weekend di lancio. La versione PC è disponibile dal 24 ottobre 2017 ed è disponibile su Steam. Il gioco è Free to Play, con ovvie limitazioni riguardante la storia e le attività aggiuntive presenti nelle espansioni. Il modello che, attualmente, il gioco sta seguendo è l'uscita di una grande espansione annuale (nel periodo Febbraio - Marzo), con il susseguirsi di 4 "mini-espansioni", denominate stagioni, una ogni 3 mesi, con nuove aggiunte a livello di storia, di ambientazioni e di attività. Con l'arrivo dell'ultima espansione che finirà l'antica lotta tra luce e oscurità, il modello verrà cambiato: al posto di 4 stagioni ci saranno 3 contenuti denominati "Episodi", che espanderanno e termineranno quella che dovrebbe essere la fine di The light and Darkness Saga.

## Ambientazione
Rispetto al primo capitolo sono presenti diverse aree da esplorare, tra le quali possiamo trovare: il planetoide Nessus, la Zona Morta Europea e il Cosmodromo sulla Terra (presente anche su Destiny 1). Tutte le destinazioni, rispetto a Destiny 1, sono ampiamente esplorabili, con zone nascoste e segrete, i Settori Perduti.
Successivamente, con la pubblicazione delle prime due espansioni, La maledizione di Osiride e La Mente Bellica, sono state rese disponibili come zone esplorabili i pianeti Mercurio e Marte, successivamente rimossi dal gioco (vedasi DCV).
Nella terza espansione, I Rinnegati, è stata introdotta la Riva Contorta e la Città Sognante, luogo cardine per gli Insonni, in cui l'accesso ai Guardiani era proibito fino agli avvenimenti di suddetta espansione.
La quarta espansione, Ombre dal Profondo, segna il ritorno della Luna, modificata a causa della presenza dell'Alveare sotto il controllo di Hashladûn, figlia di Crota.
Nella quinta espansione, Oltre la Luce, è stata inserita come ambientazione di gioco Europa, satellite ghiacciato in orbita attorno a Giove. Vengono rimossi Mercurio, Marte (parzialmente tornato per qualche attività), Titano (stesso discorso di Marte) e Io.
Nella sesta espansione, La Regina dei Sussurri, si è introdotta come zona esplorabile il Tronomondo di Savathun. Viene rimossa la Riva Contorta.
Nella settima espansione, L'Eclissi, è stato sviluppato il mondo di gioco della città futuristica indipendente Neomuna, situata su Nettuno.
Nella ottava espansione, La Forma Ultima, viene introdotto il Pallido Cuore, ovvero l'interno del Viaggiatore, il quale assume varie forme e paesaggi ricorrenti di tutta la saga basandosi sui ricordi e le esperienze di chi lo attraversa. 
DCV (Destiny Contents Vault)
Nel corso degli anni di gioco, sono state rimosse dal gioco e inserite nel DCV diverse aree, tra cui Mercurio, Marte, Titano, Io e la Riva Contorta, che potrebbero ritornare in gioco con alcuni cambiamenti.

## Trama

### La Guerra Rossa
Un anno dopo gli eventi della Crisi della SIVA, l'Ultima Città venne attaccata dalla Legione Rossa, una fazione militare élite dei cabal, con a capo il comandante Dominus Ghaul. Il suo scopo era impadronirsi del potere del Viaggiatore, la Luce, ricorrendo alla violenza. Dopo aver cacciato il precedente imperatore Cabal, Calus, isolandolo nella suo "palazzo spaziale", noto come Leviatano, Ghaul prese il controllo del proprio popolo, autoproclamandosi Dominus. Schierando le migliori tecnologie e strategie belliche dell'impero, la Legione Rossa riuscì a penetrare le prime difese dell'Ultima Città. Sul punto di essere schiacciati dall’evidente superiorità dei Guardiani, i Cabal intrappolarono il Viaggiatore con un'enorme gabbia in grado di inibire la Luce fornita ai Guardiani, che tornarono quindi mortali e privi di forze, venendo sterminati. Perì qui anche l'Oratore, il quale venne prima catturato, poi sottoposto a torture e infine ucciso dal Dominus.
Grazie all'aiuto di Suraya Hawthorne e Devrim Kay, due civili sopravvissuti, il nostro Guardiano riuscì a recuperare la Luce, grazie ad un frammento del Viaggiatore situato nella Zona Morta Europea. Riorganizzando le ultime schiere di umani rimasti, viaggiando nel Sistema Solare per recuperare i membri dell'Avaguardia, che avevano quasi perso le speranze, e stringendo nuove amicizie con Sloane, Asher Mir e con una IA di nome Failsafe, il nostro Guardiano riuscì a mettere fuori uso l'Onnipotente, nave gigante Cabal il cui obiettivo era la distruzione del Sole. Ghaul, dopo questa perdita, decise di estrarre con la forza la Luce dal Viaggiatore. Dopo uno scontro a colpi di Luce, il Dominus, apparentemente sconfitto, rinasce sotto forma di una creatura fatta di Luce. Il Viaggiatore decise quindi di svegliarsi e liberarsi dalla gabbia cabal, investendo il Dominus con un'onda di energia, sconfiggendolo definitivamente. Questa energia, però, attivò una flotta di navi piramidali ai confini della Via Lattea, le quali arrivarono nel Sistema Solare qualche anno dopo, durante la Stagione degli Arrivi.

### La Maledizione di Osiride
Il nostro Guardiano fu chiamato ad andare su Mercurio, dove gli Occulti, agenti segreti comandati da Ikora Rey, trovarono uno spettro morto. Identificato successivamente come Sagira, lo spettro del leggendario stregone Osiride, Il Guardiano riuscì a ripararla grazie alla tecnologia Vex in possesso del culto di Osiride. Sagira permise, quindi, di entrare nella Foresta Infinita, un motore simulativo dei Vex usato per simulare ed ipotizzare possibili realtà, dove lei ed il Guardiano incontrarono molte copie di Osiride, create da lui stesso per poter esplorare innumerevoli linee temporali. Ciò che Osiride cercava di fermare era una mente Vex, Panoptes, che orchestrava un futuro dove Luce e Oscurità erano estinte, in cui tutto il creato era governato dai Vex. Riusciti a scappare e, dopo numerose missioni tra cui l'abbattimento di Dendron, colui che ha creato Panoptes e la stessa Foresta Infinita, a trovare la tana di Panoptes. Con l'aiuto di Osiride, riuscimmo così a sconfiggere la mente Vex, e impedire il futuro oscuro visto nella Foresta. La campagna si concluse con il Guardiano e Osiride che uscirono dalla Foresta Infinita, con quest'ultimo che si riconciliò con la sua ex-allieva Ikora e la sua decisione di rimanere su Mercurio per impedire ulteriori presagi dei Vex. Intanto sul Leviatano, il motore della enorme arca cabal viene bloccato dalla mente Vex responsabile della conversione di Nessus, Argos. I Guardiani vennero, quindi, chiamati nuovamente dall'imperatore Calus per distruggere la macchina.

### La Mente Bellica
In questa espansione fummo chiamati ad andare su Marte, dove ricevemmo un segnale di aiuto da Anastasia Bray, la quale ci avvertì che l'Alveare, congelato sotto le calotte polari, si è risvegliato. L'obiettivo dell'Alveare era Rasputin, IA super avanzata, il cui nucleo centrale è proprio sul pianeta rosso. Ana ci chiese così di proteggere la Mente Bellica. Dopo alcuni screzi con Zavala, non favorevole alla difesa di Rasputin, si scopre che tra i ghiacci di Marte si risvegliò anche Xol, una delle Divinità Larvali dell'Alveare. Zavala propose di attirare il verme usando un frammento del Viaggiatore preso dalla Zona Morta Europea, piazzandolo nei terreni di riproduzione della covata su Marte. Ad attendere il nostro Guardiano, però, ci fu Nokris, araldo di Xol nonché il figlio esiliato di Oryx. Una volta sconfitto, Xol si palesò ed inizio ad attaccare direttamente il Centro Futuristico per distruggere la Mente Bellica ma grazie alla Valchiria, arma progettata dalla Mente Bellica, il nostro Guardiano riuscì a distruggere la Divinità larvale. Infine Il Guardiano, Ana Bray e Zavala entrarono nel nucleo di Rasputin dove questi parlò (in una specie di russo alterato e distorto che Ana traduce), dichiarando che avrebbe protetto il sistema solare a sue condizioni e rilasciando una nuova rete di warsat nello spazio.
Intanto, alcune forze della Legione Rossa, con a capo Val Ca'uor, attaccarono il Leviatano di Calus. Chiamati a difendere la nave dallo stesso Imperatore, i Guardiani, attraverso una incursione denominata Pinnacolo Siderale, riuscirono sventare questa minaccia.

### I Rinnegati
Il nostro Guardiano e Cayde-6 furono contattati da Petra Venj per sedare una rivolta presso la Prigione degli Anziani, in cui però ci rendemmo conto che sette criocapsule risultarono vuote. Per fermare gli evasi, Cayde-6 si precipitò in mezzo alla mischia, dove, però, si trovò circondato da otto Baroni Infami, Caduti ma "corrotti" dall'Etere Oscuro. Cayde-6 purtroppo fu sopraffatto dalla forza di quest'ultimi, i quali, comandati dal Principe Uldren Sov, uccisero prima lo Spettro, e successivamente il Guardiano, freddato dal Principe insonne, con la sua stessa arma, Asso di Picche.
Il nostro Guardiano decise quindi, insieme a Petra, di vendicarsi della morte del mentore dell'Avanguardia, esplorando una zona piena di contrabbandieri e fuorilegge, la Riva Contorta, in cui risiedeva anche il Ragno, leader Caduto di un'organizzazione criminale della Riva, con il quale fu stabilita un'alleanza. Così facendo iniziò una caccia ai Baroni, i quali furono sconfitti uno per volta dal nostro Guardiano: Reksis Vahn il Boia, specializzato nella distruzione, in particolare verso le macchine; Kaniks il Bombarolo Matto, ossessionato dagli esplosivi; Araskes l'Illusionista, famosa per le sue trappole e inganni; Hiraks il Plagiamente, in grado di controllare con i suoi poteri i membri dell'Alveare; Yaviks la Centaura, leader di una pericolosa banda di Barracuda; Pirrha il Tiratore, specializzato nel combattimento a lungo raggio; Elykris la Macchinista, che riforniva armi e munizioni agli Infami nonché seconda in comando; e infine Fikrul il Fanatico, leader degli Infami in grado di riportarli in vita grazie ai suoi poteri sull'Etere corrotto.
Dopo aver eliminato i sette Baroni, il Guardiano si diresse presso la misteriosa città insonne, denominata Città Sognante, per poter sconfiggere Uldren. Qui si scoprirà che il principe insonne fu ingannato; convinto di star agendo per liberare la propria sorella, Mara Sov, venne raggirato e quasi ucciso da una grottesca creatura, la Voce di Riven, un essere tentacolare dall’aspetto oscuro. Il nostro Guardiano riuscirà a sconfiggere tale abominio, liberando il Principe dal suo controllo. Petra e il nostro Guardiano, però, non perdonarono comunque il Principe, che fu ucciso come ha fatto lui con Cayde-6 (non si sa chi premette il grilletto tra noi o Petra).
Dopo la morte di Uldren, sempre in collaborazione con Petra, contattammo Mara Sov usando un dispositivo chiamato Oracolo, la quale rivelò che fu rimasta intrappolata nel Regno Ascendente durante la Guerra dei Corrotti. Inoltre ci disse che la corruzione insinuatasi nella Città Sognante, così come la corruzione di Uldren, fu causata da Riven, l'ultimo Ahamkara vivente, corrotta da Oryx durante la guerra contro gli Insonni. La Regina decise quindi di aprire la Città Sognante ai Guardiani, i quali, durante l'incursione Ultimo Desiderio, si addentrarono nelle sue vaste sale infestate dai Corrotti salvando le tecnidi Kalli e Shuro Chi, per poi confrontarsi con Riven e ponendo fine alla sua minaccia. Essendo un'Ahamkara, però, Riven esaudì un desiderio, facendo piombare la corruzione in tutta la Città Sognante. Dopo tre settimane dalla battaglia contro Riven una squadra di guardiani, durante la segreta Trono Infranto, entrarono dentro Eleusinia, il Tronomondo di Mara Sov, per porre fine alla maledizione, riuscendo a sconfiggere Dûl Incaru l'Eterno Ritorno, figlia di Savathûn, ponendo apparentemente fine alla maledizione dei Corrotti. Tuttavia, la maledizione ritornò nella Città Sognante allo stato in cui si trovava dopo la morte di Riven, indicando che la città fu finita in un loop temporale.

#### Stagione della Forgia / Armeria Nera
In questo stagione il Guardiano fece conoscenza con Ada-1, un'Exo a capo dell'Armeria Nera, una fonderia di armi fondata durante l'Età dell'Oro nota per la creazione di armi preziose e di alta qualità. Nonostante l'ostilità iniziale di Ada, il Guardiano guadagnò la sua fiducia gradualmente, mettendosi sulle tracce di un misterioso assalitore che rubò le Forge Perdute sparse nel Sistema Solare. Dopo aver scoperto tre delle fucine, Volundr nella Zona Morta Europea e Gofannon e Izanami su Nessus, il Guardiano scoprì che il misterioso assalitore era un Capitano caduto di nome Siviks, il fratello abbandonato del Ragno, a capo di un'organizzazione criminale nota come Sciagura dei Kell, volta a portare l'anarchia nella società dei Caduti. Esso scoprì inoltre l'ubicazione dell'ultima Forgia, Bergusia, nella Zona Morta Europea. Grazie alla scoperta del progetto del Fardello di Izanagi (fucile di precisione esotico cinetico), arma iconica di Ada, usata da lei stessa durante il Crollo, il Guardiano si scontrò contro Siviks, uccidendolo e sventando tale minaccia. Con la scoperta del Laboratorio Niobe fu poi possibile trovare un dispositivo chiamato Acceleratore d'ossidiana, una componente mancante di Ada-1 che le permise di ottenere la risonanza con le forge. L'ultima minaccia venne poi sventata dei Guardiani nel raid Sciagura del Passato in cui questi impedirono ai membri rimasti della Sciagura dei Kell di entrare nel deposito Ebitsu dell'Armeria Nera, collocato sotto il distretto Botza, un quartiere dell'Ultima Città ancora danneggiato dalla Guerra Rossa. Qui la squadra distrusse un enorme bipode, Il Primo Ribelle, ed entrarono nel deposito contenente sia una grossa quantità di tecnologie belliche, sia i documenti originali dell'Armeria Nera stessa, ottenendo la fiducia di Ada-1 nei confronti dell'Avanguardia.

#### Stagione del Ramingo / Azzardo Cosmico
In questa stagione fu introdotta una nuova modalità di Azzardo, che poi fu successivamente "fusa" alla modalità "Standard", che diventò come quello attuale in gioco. La trama chiarì alcuni aspetti riguardo la storia del Ramingo, come la provenienza dei Corrotti di Azzardo (che provengono dal globo attaccato alla nave del Ramingo, che fu regalato a quest'ultimo dai Nove), e facemmo conoscenza di una Emissaria dei Nove, la quale prima era una Guardiana di nome Orin, molto vicino a Mara Sov. Il nostro Guardiano, continuando a prendere contatto con l'Emissaria tramite Xûr, verrà a conoscenza di un oscuro presagio, che preannunciò il ritorno dell'Oscurità. Durante questi eventi, il Guardiano venne inoltre contattato da una strega dell'Ordine Prassico di nome Aunor, che ci consigliò vivamente di non fidarsi del Ramingo: durante le sue indagini, infatti, Aunor rivelò una connessione del Ramingo con le Ombre di Yor, un gruppo di Guardiani rinnegati noti come Dredgen che idolatrava Dredgen Yor, un ex guardiano corrotto dall'Alveare e dall'Oscurità e ucciso da un leggendario Pistolero di nome Shin Malphur. Infatti, secondo Aunor, il Ramingo cercò di addestrare i Guardiani tramite Azzardo per far diventare Dredgen loro stessi. Indipendentemente dalla decisione presa sullo schierarsi con il Ramingo o con Aunor, imparammo di più sul Ramingo e sul suo passato: venne rivelato che fu resuscitato da uno Spettro durante l'Età Oscura, diventando uno dei primi Guardiani conosciuti come i "Rinati", ma non si fidò mai della Luce del Viaggiatore né dello Spettro che lo rianimò. Inoltre fece un misterioso viaggio fuori dal Sistema Solare in cerca di un potere "più grande della Luce" (si narra che, su un pianeta ghiacciato, vide creature oleose, le quali si pensa siano le forme di vita più vicine all'Oscurità stessa); venne inoltre rivelato che il Ramingo fece parte delle Ombre di Yor per un breve periodo di tempo, fino a che non venne sconfitto insieme al suo compagno Callum Sol, che perse la vita, a seguito di un duro scontro con Shin Malphur. Uno dei fatti più sconvolgenti di questa stagione, fu che scoprimmo che a capo dell'organizzazione delle Ombre di Yor ci fu Shin Malphur stesso, il quale utilizzò questa strategia per scovare i Guardiani più inclini all'Oscurità per poi farli fuori con le sue stesse mani. Durante la stagione, il Guardiano entrò a contatto con il capitano Eliksni che risparmiò all'Arcologia l'anno precedente, Mithrax, che lo indirizzò verso la vecchia Torre nell'Ultima Città per impedire un furto ad una banda di caduti fedeli ad una certa Eramis; sgominata la banda nella missione segreta Ora Zero, il Guardiano riottiene la migliorata arma esotica Pandemia Perfezionata (chiamata Pandemia Primordiale sul primo capitolo).

#### Stagione della Ricchezza / Penumbra
Il nostro Guardiano venne convocato dall'Imperatore Calus, il quale ci propose numerose sfide a bordo della parte più antica del Leviatano, nella zona nota come Il Serraglio. Venimmo inoltre a conoscenza che una delle Ombre dell'Imperatore, Gahlran, trovò un artefatto dell'Alveare chiamato Corona del Tormento, e lo utilizzò nel tentativo di controllare l'Alveare. L'oggetto, però, si rivelò una trappola posta da Savathûn, facendo cadere Gahlran sotto il suo controllo, il quale guidò quindi un'invasione dell'Alveare sul Leviatano. Alla richiesta di aiuto da parte dell'Imperatore, una squadra di Guardiani, attraverso l'omonima incursione a bordo della nave, affrontò e sconfisse Gahlran. Calus premiò i Guardiani, rendendoli formalmente parte delle sue Ombre. Qualche tempo dopo la sconfitta di Gahlran, scoprimmo che l'influenza della Corona del Tormento era ancora presente sul Leviatano. Dopo aver richiuso un portale per il Regno Ascendente aperto nelle sale del Leviatano, ottenemmo l'arma esotica Malvagio Karma.

### Ombre dal Profondo
Nella terza espansione annuale di Destiny 2, il Guardiano venne convocato dall'Avanguardia per far ritorno sulla Luna, dove una misteriosa struttura dell'Alveare fece apparizione, denominata Fortezza Scarlatta. L'aumento di attività delle forze dell'Alveare fu dovuto ad Eris Morn, la quale, in cerca di un potere oscuro, si imbatté in qualcosa di sconvolgente. Venimmo a conoscenza che sotto la superficie lunare è stata sempre presente una nave piramidale (uguale a quelle viste a fine campagna della Guerra Rossa). Il Guardiano provò quindi ad entrare al suo interno, per poterci capire di più, ma l'ingresso venne sbarrato dai cosiddetti Incubi, nemici sconfitti nel passato di Destiny, ritornati in vita come fantasmi comandati dall'Oscurità. Tra questi vi furono Ghaul, Crota, Zydron, Taniks e molti altri. Eris teletrasporò il Guardiano lontano dalla Piramide, salvandolo dagli Incubi. Si scoprì anche che i vecchi compagni di Eris, morti durante l'incursione contro Crota, ricomparvero per tormentarla sotto forma di Incubi. Il nostro Guardiano quindi, con l'aiuto di Eris, sconfisse uno per volta gli Incubi sulla Luna, mentre Eris sconfisse i propri, avvicinandosi sempre di più all'obiettivo di caricare di energia un vecchio talismano per poter entrare nella Piramide. Parallelamente a ciò, si svolse una campagna per fermare l'avanzata dello Sciame Nascosto sulla Luna; scalando la Fortezza Scarlatta, venne sconfitta Hashladun, figlia di Crota, placando l'avanzata dell'Alveare. Attraverso il recupero di un Criptoglifo dell'Alveare situato delle profondità della Bocca dell'Inferno, il Guardiano riuscì ad ottenere abbastanza potere per entrare nella Piramide. Una volta entrati, l'Oscurità parlò utilizzando il nostro Spettro, dicendo che la Luce è debole, e affermando che loro, invece, avrebbero garantito la "Salvezza". Inoltre lasciò un manufatto dell'Oscurità sferico, il quale indirizzò il Guardiano verso il Giardino Nero, attraverso l'incursione Giardino della Salvezza. Al suo interno riuscimmo a fermare i Vex della Divisione Sol, e a distruggere la Mente Santificata, scoprendo che sotto il Giardino Nero si trovava una Statua Velata, come quella vista a fine campagna. Inoltre, discendendo nelle profondità della Fortezza Scarlatta, nella segreta Fossa dell'Eresia, i guardiani riuscirono a fermare i rituali delle figlie di Crota distruggendo Zulmak, cavaliere creato usando l'energia degli incubi generati dalla Piramide lunare. Durante le settimane successive, Il Guardiano aiutò Eris a ritrovare oggetti e manufatti appartenuti ai membri della sua vecchia squadra, facendo sparire a uno a uno gli incubi che tormentavano la vecchia cacciatrice e dandole finalmente pace.

#### Stagione dell'Intramontabile
In contemporanea ad Ombre dal Profondo, si svolte tale stagione. I Vex della Divisione Sol, attirati dalla Piramide lunare, invasero la Luna. Mentre Eris rimase impegnata con l'Alveare, il nostro Guardiano insieme ad Ikora Rey affrontarono tale minaccia. I Vex rianimarono un'idra, la Mente Intramontabile, la quale venne sconfitta nel corso delle settimane grazie alla creazione di un portale che potesse rintracciarla in tutte le linee temporali in cui cercava di fuggire.

#### Stagione dell'Alba
Con la sconfitta della Mente Intramontabile su Mercurio si verificò un'anomalia temporale. La Legione Rossa, con a capo tre sorelle psioniche e sfruttando la Meridiana, un macchinario temporale creato da Osiride, cercarono di utilizzare tale meccanismo per invertire l'esito della Guerra Rossa, ma furono fermate dal nostro Guardiano. Lo scopo di Osiride era quello di utilizzare la Meridiana per salvare Saint-14, titano leggendario ritenuto morto per colpa dei Vex. Utilizzando tale macchinario, facemmo conoscenza di Saint, tra passato e futuro, aiutandolo nelle sue gesta e rendendolo il rinomato eroe conosciuto come leggenda nell'Ultima Città. Salvato dal nostro Guardiano, Saint troverà posto in Torre, diventando il nuovo responsabile delle Prove di Osiride.

#### Stagione dell'Intrepido
La Legione Rossa prese il controllo dell'Onnipotente, nave che Ghaul voleva utilizzare per distruggere il Sole ai tempi della Guerra Rossa, ma disattivata dal nostro Guardiano all'epoca. Il loro obiettivo, però, fu quello di prenderne il controllo per scaraventare la nave direttamente sull'Ultima Città, sterminando così tantissime vite. L'unico modo per fermare l'Onnipotente fu quello di armare la Mente Bellica, grazie all'aiuto di Ana, attraverso diversi bunker sparsi nel Sistema Solare. Zavala, inizialmente non si fidava di Rasputin, ma Ana lo convinse del fatto che era l'unico modo per salvare la Città. Così facendo, attraverso un Live Event in gioco, assistemmo all'abbattimento dell'Onnipotente da parte di Rasputin, il quale riuscì a cambiare la rotta della nave, che si schiantò alla periferia dell'Ultima Città, senza fare vittime. In questa stagione, inoltre, venne approfondita la storia di Lord Felwinter. Questi era una parte del codice di Rasputin che lui separò per poter studiare le interazioni con l'umanità, ma con l'arrivo del Crollo morì e venne poi rianimato come Portatore di Luce. Rasputin cercò di distruggerlo sia per evitare possibili accessi pericolosi ai suoi sistemi, sia perché sviluppò invidia per aver perso un suo "figlio". Tutto ciò culminò col il massacro dei Signori del Ferro al Sito 6 che conteneva la SIVA. Nel bunker sulla Luna, la Mente Bellica riuscì successivamente a conservare le spoglie di Felwinter. La stagione si chiuse con la flotta di Piramidi che entrano nello spazio attorno a Giove.

#### Stagione degli Arrivi
La flotta delle Piramidi arrivò nel sistema solare e mise offline la Mente Bellica senza alcuna difficoltà, poi iniziò ad occupare alcuni territori dell'Avanguardia su varie lune e pianeti. Il loro interesse primario pareva essere la Culla presente sulla luna Io, l'ultimo luogo che il Viaggiatore cercò di terraformare prima di spostarsi sulla Terra. Qui, accompagnati da Eris Morn, scoprimmo una struttura strana lasciata dal Viaggiatore, un albero dalle ali d'argento il cui seme permise di carpire criptici e simil-filosofici messaggi dalle Piramidi. Durante questi tentativi di traduzione, però, i corrotti guidati da Savatûn e dal suo supplicante, un rinato Nokris, cercarono di impedire la ricezioni di tali messaggi interferendo con le operazioni dell'Avanguardia. In cerca di risposte aggiuntive sulla natura dell'Oscurità, il Ramingo propose di raggiungere l'Eternità, il regno dimensionale in cui albergano i Nove, per potersi preparare meglio ad affrontare i nuovi pericoli. Completata la segreta Profezia, i Nove tramite la loro Emissaria dissero che sia Luce che Oscurità son forze complementari e che non vi è differenza effettiva tra i due poteri, affermarono che nessuna delle due rende santi o demoni ma che la scelta di percorso dipende da chi impugna tali poteri. Col passare delle settimane, le Piramidi iniziarono ad occupare non solo Io, ma anche Mercurio, Marte e Titano; ciò costrinse l'Avanguardia a organizzare una evacuazione dei vari agenti attivi su questi luoghi. La vicecomandante Sloane si rifiutò di lasciare Titano per poter affrontare le Piramidi tramite una tuta tecnologica dell'Età dell'Oro recuperata dall'Arcologia. Fratello Vance entrò nella Foresta Infinita su Mercurio per poter cercare risposte sul suo destino. Asher Mir rifiutò anch'egli di lasciare il suo posto su Io per indagare sulle attività Vex, tanto da entrare da solo nel Pyramidion e ritrovare il luogo in cui perse la sua squadra e il suo braccio. L'unica a tornare alla Torre sarà Anastasia Bray, dopo essere riuscita a salvare il codice sorgente di Rasputin in un engramma. Con l'ultima visita presso la Culla su Io viene infine sconfitto Nokris presso la corte di Savatûn, nel Regno Ascendente, ma il Guardiano viene per un attimo portato dentro una Piramide in cui gli viene proposto di lasciare la Luce e di recarsi su Europa per avere il vero potere e per avere "salvezza". La stagione si concluse con la flotta di Piramidi che oscurarono i pianeti occupati, facendoli sparire nel nulla, e il Viaggiatore che, in un altro Live Event, si ricostruì per emettere un'altra ondata di Luce e fermare l'avanzata delle Piramidi.

### Oltre la Luce
Dopo la ricostruzione del Viaggiatore, i guardiani vengono inviati in tutto il sistema solare ad indagare sulle Piramidi per cercare risposte e trovare un modo per difendersi da questa forza di invasione. Sulla gelida luna di Giove, Europa, Variks fugge con un manufatto delle Piramidi rubato, raggiungendo una vecchia stazione radio della colonia umana e rimettendola in funzione per trasmettere una richiesta di soccorso. In quel momento, però, l'Exo Ignota ruba di nascosto il manufatto ed Eramis e i suoi seguaci trovano Variks e si preparano a giustiziarlo. Fortunatamente, viene salvato dal nostro Guardiano che, in quel momento, si trovava anche lui sulla luna gioviana per indagare sulle Piramidi (Variks era ancora ricercato dall'Avanguardia e dagli Insonni dell'Atollo per via della rivolta della Prigione degli Anziani e della indiretta conseguente morte di Cayde). La Zanna di Lupo apprende quindi che Eramis, famosa pilota del Casato dei Diavoli, evasa durante gli eventi dei Rinnegati, ha formato un impero di caduti su Europa riuniti sotto lo stendardo del Casato della Salvezza e costruito una nuova città per gli Eliksni chiamata Neo-Riis. Ciò che rende pericolosi Eramis e suoi capi maggiori è il fatto che questi sono in grado di manipolare una forma di energia dell'Oscurità chiamata "stasi", un potere paracausale che si comporta in maniera simile al ghiaccio. Dopo un fallimentare primo tentativo di ostacolare i piani della nuova autoproclamatasi Kell dei Kell (come fece Skolas anni prima col Casato dei Lupi), Il Guardiano entra nuovamente a contatto con le Piramidi, con lo Spettro che viene nuovamente posseduto dalla voce sentita sulla Luna, che lo indirizza verso una specie di altare, uno Zigurrat, dove incontra il Ramingo, Eris Morn e l'Exo Ignota. Da questi comprende che per fermare i piani di Eramis bisogna manipolare la stasi, poiché la Luce non sempre può bastare per risolvere ogni problema, e che tramite la comprensione di questo nuovo elemento sia possibile contrastare anche le Piramidi da cui proviene. Il Guardiano inizia quindi a studiare e manipolare la stasi tramite la scheggia rubata dall'Ignota e a collaborare con Variks per smantellare e sabotare il Casato della Salvezza, uccidendo in primis Phylaks, potente guerriera presente alla Breccia del Crepuscolo, e Praksis, il tecnosimbionte responsabile di rifornire l'esercito di tecnologie per controllare la stasi. Eramis decide quindi di assegnare altre mansioni ai capi, ordinando ad Atraks di "tornare alla Cripta e preparare il corpo" e alla sacerdotessa Kridis di rimanere indietro come riserva. Mandò poi una capitana nel Cosmodromo come distrazione intanto che lei, su Europa, aprì un portale Vex presso il Ponte di Vetro, costruito ai tempi dell'Età dell'Oro dalla Clovis Bray Corporation. L'invasione viene in parte arginata dai guardiani ma la situazione su Europa divenne più instabile per via della ormai forte presenza dei Vex. Dopo aver aiutato alcuni Eliksni a fuggire dalla luna per unirsi a Mithrax, il Guardiano assalta Neo-Riis per affrontare la Kell. Durante lo scontro, questa rompe la scheggia di stasi e congela lo Spettro, lasciando il Guardiano apparentemente indifeso, ma questi riesce a padroneggiare completamente la stasi ed abbattere la Kell, che viene sopraffatta dal potere ed imprigionata nella stasi. Con Eramis neutralizzata, il Guardiano si concentra sugli ultimi sabotaggi e smantellamenti del Casato della Salvezza distruggendo i rifornimenti di etere, demolendo una fabbrica di bipodi meccanizzati, rubando un prototipo di arma da stasi (arma esotica Stretta della Salvezza) ed eliminando la sacerdotessa Kridis. Collaborando con l'Ignota, Il Guardiano continua anche lo studio sulla stasi, scoprendo che questo elemento era stato trovato ancora durante l'Età dell'Oro dallo scienziato Clovis Bray dopo che questi è venuto a contatto con l'Anomalia R1 sulla Luna (su cui è stata fatta anche una mappa del Crogiolo),dove una voce gli disse di raggiungere Europa per trovare le conoscenze che tanto bramava sull'ottenere la vita eterna. L'Exo Ignota si rivelò essere Elisabeth Bray, sorella di Anastasia e nipote del megalomane scienziato. Infine, I Guardiani scoprirono che la leggendaria Cripta di Pietrafonda, il luogo di nascita degli Exo, è reale e che si trovava proprio su Europa da sempre. Nell'omonima incursione i Guardiani trovano Atraks, l'ultima dei capi di Eramis che è divenuta un Exo, che riporta in vita Taniks lo Sfregiato grazie alle tecnologie della Cripta. Distrutta lei, la squadra insegue Taniks in una stazione orbitale, la Stella del Mattino, in cui vengono minacciati da una delle copie IA di Clovis che attiva un protocollo di discesa nucleare che avrebbe distrutto non solo la Cripta, ma anche buona parte della superficie di Europa. Nella baraonda dello scontro col rinato mercenario alieno, i Guardiani riescono a fermare il protocollo nucleare della stazione e sopravvivono allo schianto, chiudendo Taniks fuori dalla capsula di salvataggio. Infine, la squadra affronta e distrugge definitivamente Taniks, sopravvissuto allo schianto fondendosi con uno stiletto a carica nucleare, tra le macerie della stazione e la Cripta, ora aperta al mondo. Lo schianto della Stella del Mattino su Europa risvegliò la copia IA di Clovis Bray I, presente nei laboratori dell'Exoscienza. Il suo riavvio fece anche venire delle visioni all'armaiolo della Torre, Banshee-44, riguardo a battaglie contro i Vex ed una particolare spada tecnologica usata per respingerli. L'IA di Clovis Bray entra in contatto col Guardiano, vedendosi spiegato il suo lungo periodo di disattivazione dalla fine dell'Età dell'Oro e la conseguente invasione delle razze aliene nel sistema di Sol. L'IA di Clovis accetta di aiutare a recuperare e forgiare la spada per ripristinare le memorie perdute di Banshee, rivelando che questi era una delle copie IA di Clovis Bray I che, a causa del suo elevato numero di riavvii, perse la memoria, divenendo una persona diversa da ciò che era. L'IA di Clovis viene poi incontrata da Elisabeth ed Anastasia, ora riunite e non più intenzionate a sottostare all'egocentrico scienziato.

#### Stagione della Caccia
Durante gli eventi di Oltre la Luce, il Guardiano ricevette una richiesta di soccorso da Osiride, rimasto senza Luce a seguito della distruzione di Sagira, il suo spettro. Trovato il vecchio stregone sulla Luna, questi venne salvato da Uldren Sov, ora in possesso anch'egli di uno spettro e della Luce. Si venne a sapere che Uldren divenne un Portatore di Luce, dunque dopo la sua prima rianimazione non ricordava nulla della sua vita passata. Lui ed il suo spettro Scintilla furono costretti a lavorare per il Ragno, che collegò una bomba al piccolo congegno in caso il rinato Insonne diventasse insubordinato. Sia il Ragno, sia Osiride avvisarono il Guardiano dell'arrivo delle armate di Xivu Arath, dea della guerra dell'alveare e sorella di Oryx e Savathûn, data la presenza del suo Alto Celebrante sull'Atollo. La Zanna di Lupo decise quindi di collaborare con il rianimato Uldren, ora chiamatosi Corvo, per sgominare le Endofurie e cacciare l'Alto Celebrante. Durante le settimane successive, il Corvo iniziò ad avere sogni vividi riguardo ad un falco luminoso nella ZME, come se questi fosse fatto di Luce. Seguendo gli indizi, il Guardiano seguì il falco attraverso la diga invasa dai corrotti per poi finire nella Foresta Oscura, dove trovò un altro frammento del Viaggiatore sotto attacco dai seguaci di Savathûn. Dopo aver sgominato i corrotti, lui ed il Corvo ritrovarono l'arma esotica Falco Lunare, ora riforgiata con energia paracausale di Luce (missione esotica Araldo). Il Guardiano ed il Corvo riuscirono infine a rintracciare l'Alto Celebrante nella Città Sognante ed a bloccarlo nel Piano Ascendente, per poi eliminarlo definitivamente. Ritornati al covo del Ragno, questi offrì alla Zanna di Lupo un premio qualsiasi dalla sua collezione. Il Guardiano decise di usare questa occasione per far rilasciare il Corvo, dicendogli poi che era un Guardiano e che il suo posto era alla Torre, accettando quindi la nuova persona che aveva davanti.

#### Stagione degli Eletti
Il Comandante Zavala ed Osiride vennero convocati sulle navi ammiraglie della Legione Imperiale dei cabal dove incontrarono Caiatl, l'attuale imperatrice dell'impero e figlia dell'esiliato Calus. Questa volle proporre una "alleanza" con la Città per poter sterminare l'Alveare e resistere alle Piramidi, Zavala avrebbe dovuto sottomettersi a lei e divenire un Bracus del suo Consiglio di Guerra, rendendo l'Ultima Città un vassallo dell'impero cabal. Il Comandante rifiutò e Caiatl iniziò a far occupare Nessus dalle truppe della Legione Rossa per selezionare i comandanti e soldati più capaci da inserire nel suo consiglio di guerra. Il motivo per cui non ne avesse già uno è che l'Alveare, guidato da Xivu Arath, da poco tempo distrusse la capitale cabal a Torobatl, forzando la razza di conquistatori a fuggire nello spazio. I Guardiani impedirono all'imperatrice di formare un suo consiglio di guerra, sfidando e abbattendo i pretendenti al titolo con una vecchia tradizione cabal di lotta chiamata Rito della Prova, in cui suonando una Campana delle Conquiste si sfida un avversario per ottenere prestigio e importanza nella gerarchia cabal. Ad assistere le squadre attive vi erano: il Corvo, ora ricognitore dell'Avanguardia con addosso una maschera per celare il volto di Uldren;  Amanda Holliday, supporto aereo; Saladin ed Osiride, logistica tattiche. In contemporanea i Guardiani, tramite una richiesta di soccorso trovata nella base Erebo nella ZME, scoprirono che una ammiraglia cabal chiamata Glicone Volatus era andata alla deriva nei pressi dell'Atollo, vicino ad una anomalia oscura che fece sparire Marte (missione esotica Presagio). Esplorando la nave, vennero trovate delle strane piante oscure con influenza psichica chiamate "eggregora", l'equipaggio della nave interamente sterminato, il guardiano mandante dell'SOS morto e una forte presenza di Infami a bordo, guidati dal Locus di Comunione. Le indagini a bordo rivelarono che la nave apparteneva ai lealisti di Calus (infatti anche Caiatl era interessata alla nave, potendo avere la possibilità di stanare il padre e finirlo). Venne ritrovata anche la Corona del Tormento, modificata per legare insieme le menti degli esseri che ne venivano esposti, suggerendo che all'equipaggio della nave era stato ordinato di rapire Infami dalla Riva Contorta per collegarli alla Corona e permettere a Calus di udire una "voce" nell'Oscurità. Nelle settimane successive, alcuni assassini psionici tentarono di uccidere Zavala, salvato di nascosto dal Corvo. Il Comandante, infine, elaborò una soluzione: sfidare il campione di Caiatl a bordo del carro imperiale su Nessus in un ultimo Rito della Prova. Il nostro Guardiano sconfisse il prescelto di Caiatl e questa si incontrò quindi con l'Avanguardia per siglare un armistizio. Durante le trattative, altri assassini psionici cercarono di uccidere Zavala ma vennero fermati sia da Caiatl che dal Corvo, che per proteggere il comandante ruppe la maschera e svelò il volto di Uldren. Zavala, però, accettò la persona dinnanzi a lui e Caiatl informò che il tentato assassinio era opera di cospiratori psionici fuori dal suo comando. L'Avanguardia e la Legione Imperiale conclusero l'armistizio.

#### Stagione del Tecnosimbionte
L'Ultima Città, dopo la firma dell'armistizio, venne bloccata in una confluenza Vex che interruppe il ciclo giorno-notte, fermando il tempo in una Notte Infinita per prosciugare le risorse energetiche del luogo. Nonostante le avanzate conoscenze di Osiride sulla tecnologia Vex, questi non seppe come contrastare una confluenza di questa portata. Ikora Rey quindi mandò il Guardiano su Europa per cercare Mithrax, il capitano eliksni Kell del Casato della Luce, sapendo che questi è un tecnosimbionte altamente specializzato in grado di interfacciarsi con la tecnologia Vex. Dopo aver protetto lui e i suoi civili eliksni, Ikora propose loro di venire a vivere nella Città, all'ombra della Grande Macchina (Il Viaggiatore secondo gli eliksni) in cambio di aiuto a cancellare la Notte Infinita. Non avendo esattamente le risorse per gestire la situazione al meglio ed essendoci ancora molta diffidenza verso i Caduti per via delle ormai secolari ostilità, il Casato della Luce venne collocato nel vecchio distretto Botza. La loro presenza venne accolta con particolare scetticismo dal Culto Guerra Futura e da Lakshmi-2. Mithrax iniziò a guidare i guardiani in operazioni di Override all'interno della rete Vex per poter trovare le Menti responsabili del mantenimento della Notte Infinita e distruggerle. Essendo un processo lungo, la tensione tra la gente della Città ed i nuovi ospiti eliksni divenne sempre più evidente, tanto che alcuni membri del Culto Guerra Futura distrussero le scorte di etere e danneggiarono il campo dei profughi alieni. Lakshmi-2 divenne sempre più paranoica e xenofoba, sostenendo che questi Caduti che hanno accolto avrebbero portato caos e vittime nelle strade, affermando che le visioni di futuri simulati grazie alla tecnologia Vex in possesso del Culto fossero veritiere. Saint-14 fu anch'egli inizialmente contrario alla presenza di Caduti nella Città (egli, prima di sparire su Mercurio, era conosciuto come lo Spezza-Kell, avendo lui stesso ucciso il Kell dei Diavoli Solkis) ma dopo che Mithrax raccontò come gli eliksni vedevano l'exo, ovvero come una bestia inarrestabile e terrificante, Saint iniziò a cambiare idea su di loro ed a costruire un'amicizia col Kell della Luce. Dopo aver distrutto le Menti soggiogate, Mithrax e l'Avanguardia scoprirono che la Mente Vex responsabile della Notte Infinita è Quria, la mente corrotta che programmò la maledizione alla Città Sognante sotto ordine di Savathûn tramite il desiderio di Riven, e quindi la confluenza sulla Città era un piano della Megera Regina fin dall'inizio. Ottenuto l'accesso al terminale Delfi, il Guardiano distrusse Quria definitivamente, permettendo a Mithrax di iniziare a dipanare la Notte Infinita dalla Città. Nonostante i tentativi di Ikora di tenere calma la situazione, Lakshmi-2 decise di cacciare via di sua iniziativa gli eliksni. Cercò di usare la tecnologia Vex ma, invece, aprì un portale in città da cui le macchine sciamarono fuori, massacrando lei e quasi tutto il Culto Guerra Futura. Mentre i Guardiani chiusero il portale, Saint si mise a protezione degli eliksni, considerandoli ormai la sua gente, assieme ad Ikora ed il resto dell'Avanguardia, il tutto mentre Osiride osservava con curiosità su un tetto distante prima di sparire. Finiti gli scontri, venne eretto un monumento ai morti per commemorare sia umani che eliksni. L'Avanguardia dichiarò le tre fazioni della Torre colpevoli dell'intrusione Vex (la Nuova Monarchia collaborò col Culto mentre l'Orbita Morta non inviò aiuti), spingendo queste a lasciare definitivamente la Città su una nave dell'Orbita Morta. Osiride venne ritenuto complice delle azioni di Lakshmi-2 e considerato come ricercato.

#### Stagione dei Perduti
Dopo gli eventi della Notte Infinita, il Guardiano, accompagnato da Saint-14 ed il Corvo, rintracciò Osiride alla Città Sognante dove questi si stava incontrando con la regina Mara Sov, da poco tornata dal suo viaggio. Qui venne svelato che Osiride è stato controllato da Savathûn sin da quando il vecchio stregone aveva perso Sagira sulla Luna e che l'ha usato per nascondersi dalla sorella Xivu Arath. La regina Mara imprigionò la Megera Regina in un bozzolo di cristallo e spiegò di aver fatto un accordo con lei, avrebbe esorcizzato il verme di Savathûn per lasciarla libera dalla Logica della Spada in cambio di aiuto e informazioni su come affrontare la Flotta Nera e del rilascio di Osiride a fatti compiuti (aveva comunque intenzione di uccidere la Megera una volta finito il rituale). Mara rimase anche amareggiata nel rivedere il fratello rianimato come guardiano e senza memoria alcuna di lei. Per poter esorcizzare il verme di Savathûn era necessario eseguire un rituale complesso che richiedeva una intera congrega di tecnidi insonni, congrega che si è dispersa nel Piano Ascendente mentre Mara fece ritorno al sistema di Sol. Il Guardiano ed il Corvo, quindi, iniziarono a collaborare con la Regina insonne e Petra Venj per caricare il Pozzo Cieco tramite gli Allineamenti Astrali, così da poter esplorare i Regni Infranti nel Piano Ascendente e salvare le tecnidi disperse. Ad ogni tecnide salvata, il Guardiano faceva visita a Savathûn, chiusa nel bozzolo di cristallo e tenuta nelle sale di Mara, per cercare di carpire informazioni importanti, ottenendo però messaggi criptici sulle sue intenzioni, qualche scherno e delle mezze verità sugli eventi accaduti rigirati per farla sembrare dalla parte della ragione. Savathûn sostenne di essere il motivo dell'arrivo del Corvo alla città, di aver portato Mithrax ed il casato della Luce ad allearsi con l'Avanguardia e di aver facilitato le trattative con Caiatl (tutte verità parziali in quanto ha omesso informazioni per la protezione di Zavala ed ha causato la Notte Infinita per guadagnare tempo a sua convenienza). Nelle settimane successive, anche il Corvo fu desideroso di parlare con la Megera Regina per poter capire quanto avesse mentito mentre impersonava Osiride. Nonostante i divieti imposti da Petra e Mara, il cacciatore entrò nelle stanze di Mara e Savathûn gli fece tornare i ricordi della vita di Uldren, traumatizzandolo e portandolo a farsi riassegnare ad altri incarichi pur di restare lontano dall'Atollo. La Megera si difese sostenendo che la verità sarebbe comunque stata scoperta e che era meglio "sentirselo dire da una amica". Salvate le ultime tecnidi insonni ed atteso un allineamento cosmico, il Guardiano assieme a Saint-14, Petra e le corsare insonni difesero il rituale di esorcismo dalle forze di Xivu Arath, guidate dal cavaliere Kelgorath. Sconfitto il nemico, Mara concluse l'esorcismo e liberò Savathûn, che con uno stratagemma riuscì a fuggire, rilasciando un Osiride in stato di coma.

### Anniversario dei 30 anni
Questa mini-espansione venne distribuita da Bungie per celebrare i 30 anni di carriera della casa di sviluppo, rendendo disponibile gratuitamente una nuova attività e nuove ricompense per tutti i giocatori. Xùr invita i guardiani a competere nelle Sfide dell'Eternità scontrandosi contro vecchi nemici provenienti dal paraverso, in un clima stile gioco televisivo, il tutto per dare spettacolo al Cavallo Stellare (chiamato Juan dalla community come il meme su internet). Il tutto è un riferimento ai vecchi giochi sviluppati da Bungie in passato, tra cui Halo e Marathon. Sarà addirittura possibile trovare la iconica pistola Magnum di Master Chief in una criocapsula, riadattata come arma esotica chiamata Precursore. Acquistando il pacchetto dei 30 anni si ottiene accesso a vari decori di armature targati Bungie e Halo e anche l'accesso al dungeon Morsa della Cupidigia nel Cosmodromo, in cui i Guardiani inseguono una banda di pirati Caduti nella famosa loot cave (un vecchio meme della community sul primo capitolo in cui era possibile coltivare e accumulare tonnellate di engrammi ed equipaggiamento) e da cui è possibile ottenere l'iconico ed amato lanciarazzi esotico Gjallarhorn del primo capitolo (il cui catalizzatore è ottenibile affrontando un vandalo potente nel dungeon, riferimento al famoso meme Randal The Vandal comparso molte volte nella saga di Destiny).

### La Regina dei Sussurri
Qualche settimana dopo la fine della Stagione dei Perduti, Marte ricompare dal nulla, soggetto a diverse anomalie temporali presenti su buona parte della superficie del pianeta. Ikora Rey, Eris Morn e gli Occulti indagano su una strana reliquia delle Piramidi trovata in un luogo chiamato l'Enclave, situato nella Baia Meridiana ai confini della vecchia città di Libernia e vicino alla originale Culla in cui venne trovato il Viaggiatore. Mentre Ikora si consulta con Eris riguardo la situazione su Marte, i cabal iniziano a stabilire una base lì vicino ed a montare un cannone per poter colpire la nave ammiraglia di Savathûn, comparsa in quel momento sopra la Culla. Il Nostro Guardiano e il suo Spettro vengono dunque mandati ad indagare sulle attività della ricomparsa Megera Regina. Dopo aver sabotato la base cabal ed usato il cannone per salire a bordo, i due notano che le unità dell'Alveare sono in grado di usare la Luce, trovando addirittura dei veri e propri Portatori di Luce dell'Alveare, dotati di Spettri che possono rianimarli. La Zanna di Lupo insegue Savathûn nel portale per accedere al suo tronomondo, scoprendo che questo è ora ricostruito ed infuso di Luce del Viaggiatore. I due vengono poi scoperti dalla Megera Regina e buttati fuori dal tronomodo. Tornati all'Enclave per fare rapporto ad Ikora, il Guardiano, analizzando un artefatto delle Piramidi, scopre di poter usare la Reliquia dell'Enclave per forgiare armi. La strega lo incarica di infiltrarsi nuovamente nel tronomondo di Savathûn per scoprire come sia riuscita a rubare la Luce e fermare le sue macchinazioni. Esplorando il tronomondo scoprono un nuovo potere dell'Oscurità, la Vista Profonda, una forza psichica che permette di svelare inganni e segreti nascosti. Vengono anche a contatto con uno spettro disertore dell'Alveare Lucente, Fynch, che spiega che lui e gli altri spettri dell'Alveare furono convinti da Savathûn a lavorare con lei e di stare agendo secondo la volontà del Viaggiatore. Fynch, oltre a permettere l'accesso alla rete di spettri dell'Alveare Lucente, indirizza il Guardiano e lo Spettro verso un tempio sotterraneo, dedicato a Xivu Arath, dove Savathûn ha conservato l'involucro di Sagira. Sgominati gli Infami presenti sul luogo, la Vista Profonda svela un messaggio/ricordo dall'involucro del defunto spettro in cui Savathûn nomina una figura nota come il Testimone. Sostenendo che la Vista Profonda possa svelare più informazioni, Ikora manda il Guardiano ad entrare in comunione con la Piramide su Europa, dove alcuni disertori cabal stanno rubando tecnologie risonanti. Dopo aver aumentato il potere della Vista Profonda, Il Guardiano porta l'involucro di Sagira agli Altari della Riflessione, un luogo nel tronomondo in cui è possibile usare l'energia psichica per svelare i ricordi. Il ricordo svela che questo Testimone è l'entità che comanda le Piramidi e che Savathûn, mentre era camuffata da Osiride, studiò la Luce in maniera più approfondita. Fynch, poi, indirizza il Guardiano verso un tempio dedicato ad Oryx, protetto dal rinato Alak-Tul. Qui viene recuperato un pezzo delle Tavole della Rovina, l'incisione originale con cui Oryx creò i corrotti. Il ricordo di Savathûn contenuto nelle tavole svela che il Testimone può spostare i mondi su diversi piani di realtà e che lei pianifica di spostare il Viaggiatore nel suo tronomondo per poterlo isolare e nascondere. Come ultimo indizio, Fynch punta su un terzo tempio dedicato a Sathona, ovvero la forma originale di Savathûn prima di divenire una dea. Qui, il Guardiano recupera da una statua l'originale famiglio verme che Sathona prese dal padre su Fondamento, lo stesso che condusse le tre sorelle alle divinità larvali. Dopo aver distrutto un'illusione di un Ahamkara, il Guardiano stavolta non riesce ad accedere all'Altare della Riflessione e torna all'Enclave per fare il punto della situazione con Ikora ed Eris. Qui trova le due impegnate a discutere con Zavala, preoccupato che Ikora non l'avesse avvisato di star conducendo indagini su Savathûn. La strega si mise perciò da parte per un attimo, lasciando il comando della prossima missione ad Eris Morn. Lei, consigliata da Mara Sov, manda il Guardiano al Laboratorio Farmaceutico, un laboratorio nella fortezza dell'Alveare Lucente dove vengono sperimentate le creazioni della Megera Regina, dove vi è custodito un pezzo del bozzolo di cristallo che imprigionava Savathûn quando era alla Città Sognante. Riuscendo ad entrare all'Altare della Riflessione stavolta, il Guardiano infine scopre la verità. Dal ricordo si scopre che Savathûn, una volta esorcizzato il suo verme e fuggita dall'Atollo, è morta nella periferia della Città e che il Viaggiatore stesso l'ha fatta rianimare donandole il suo spettro, chiamato Immaru. Dopo aver visto il ricordo, Savathûn stessa si palesa al Guardiano e lo ringrazia di aver raccontato la sua storia (dopo la prima rianimazione, i Portatori di Luce non ricordano nulla della loro vita passata). La Zanna di Lupo fugge e torna alla Torre dove informa una sconvolta Avanguardia di ciò che é accaduto, mettendo in dubbio la fede verso il Viaggiatore. Ikora, però, esorta tutti dicendo che il loro compito è comunque continuare a proteggere la Città, anche se la loro fede verso il silente dio meccanico vacilla. Decide, quindi, di portare il famiglio verme di Sathona alla Reliquia dell'Enclave che, basando la sua capacità di usare i ricordi per forgiare armi, potrebbe essere in grado di svelare un ulteriore ricordo, uno che Savathûn non ha visto. Il tentativo riesce e Ikora scopre che è stata la figura del Testimone, spingendo sull'orgoglio e le paure di Sathona, a portare lei, Aurash e Xi Ro a fare l'accordo con le divinità larvali, sostenendo che il Viaggiatore era un cataclisma cosmico che avrebbe distrutto i Krill (nome d'origine della razza dell'Alveare). L'intera storia dell'Alveare come razza è sempre stata frutto di una bugia che li soggiogò miliardi di anni prima, con la futura Dea delle Menzogne che fu ingannata in principio. Nel frattempo il piano finale di Savathûn si avvia ed il Viaggiatore viene spostato nel suo tronomondo per poter essere isolato. Il Guardiano, con l'aiuto iniziale di Ikora Rey, raggiunge la cima della Corte di Spine e si scontra con la Megera Regina, ma questa risulta estremamente più ostica del previsto. La Zanna di Lupo, allora, la attira nuovamente agli altari dei ricordi e le mostra il ricordo originale del famiglio verme sulla menzogna del Testimone. Questa rivelazione sconvolge la Megera Regina e permette al Guardiano di ucciderla; lei, in punto di morte, avvisa che il Testimone sta arrivando. Immaru, lo spettro di Savathûn, fugge mentre il Viaggiatore ritorna sulla Terra ed il corpo della Megera viene preso in custodia dall'Avanguardia. Dopo aver esplorato a fondo il tronomondo, il Guardiano incontra la Regina Mara che intende rianimare il verme di Savathûn per poter capire cosa accadde quando il Testimone mandò il primo attacco al sistema di Sol che causò il Crollo. Riuscendo nell'impresa viene rivelato che Savathûn voleva evitare che il Testimone arrivasse al Viaggiatore per creare la Forma Ultima, una sorta di annullamento dell'universo a livello ontologico. Uccise il discepolo Nezarec, ne maledisse i resti e fece schiantare la sua nave Piramide sulla Luna. Dopo essere stata rianimata dal suo spettro, tornò nel tronomondo per riforgiarlo con la Luce facendo affondare la Piramide di un altro discepolo nelle paludi, lanciando anche lì una maledizione per bloccarlo e impedirgli di scappare. Con la morte della Megera Regina, la Sorgente di Luce che bloccava la Piramide nella palude perse potenza, risvegliandola assieme al suo Discepolo e ad una pericolosa super-arma. I Guardiani, infine, entrano nella Piramide Sommersa nel raid Promessa del Discepolo in cui si scontrano con il Primo Discepolo del Testimone, Rhulk, il responsabile della corruzione della razza dell'Alveare e dei vermi primordiali di Fondamento sotto ordine del Testimone.

#### Stagione dei Rinati
Durante gli eventi della Regina dei Sussurri, l'Avanguardia dovette contrastare le forze di assalto dell'Alveare Lucente, oramai presenti in varie zone operative. Rivolgendosi a Caiatl, il Comandante Zavala e Lord Saladin convinsero l'imperatrice a collaborare per poter respingere la minaccia. Il piano consisteva nel mandare squadre di Guardiani ad indebolire i comandanti di campo dell'Alveare Lucente, per permettere agli psionici cabal di intrappolarli nello psicomondo, in cui i Guardiani avrebbero poi reciso la loro Luce usando delle Lance Sinaptiche. Rimasti senza Luce, i comandanti dell'Alveare sarebbero poi stati portati sull'HELM dove uno psionico di Caiatl li avrebbe studiati per carpire che piani avesse la covata di Savathûn. Le operazioni si svolsero regolarmente, col disappunto del Corvo che sosteneva che la violazione psichica fosse una pratica pesante e crudele da attuare su un nemico, anche se si tratta dell'Alveare. Le operazioni congiunte dell'Avanguardia si estesero anche al contrastare dei messaggi psichici trasmessi dalla vecchia base Rubicone dei cabal alla Baia Meridiana, su Marte (missione esotica Vox Obscura). Assaltando più volte la base per impedire diserzioni della Legione Imperiale, si scoprì che Calus cercava di usare queste trasmissioni psioniche per ottenere consenso tra le truppe di Caiatl ed arruolarli per la sua causa. Le operazioni contro l'Alveare lucente culminarono con l'Avanguardia che, sulla Luna, impedì l'apertura di un portale collegato al tronomondo di Savathûn. Sventato il tentativo di invasione, il Guardiano e Saladin tornarono all'HELM dove trovarono lo psionico di Caiatl e i prigionieri dell'Alveare morti, col Corvo sconvolto che continuava a scusarsi. Questi, sentendosi in colpa, aveva staccato i macchinari pensando che non sarebbe accaduto nulla. Caiatl venne a sapere dell'accaduto e, furiosa, pretese che il Corvo pagasse con la vita, ma Saladin si frappose tra i due, proponendo di essere lui a prendere il posto del cacciatore. L'imperatrice decise quindi che il Signore del Ferro avrebbe speso il resto della sua vita come ambasciatore umano sulla flotta dei cabal, nominandolo Bracus Forge e assegnandoli un posto nel suo Consiglio di Guerra.

#### Stagione dei Tormentati
Dopo essere sparito 2 anni prima con l'arrivo delle Piramidi, il Leviatano di Calus ricomparve sulla Luna terrestre, infestato dalle piante dell'eggregora viste sulla Glicone e dagli incubi generati dalla Piramide lunare. Dopo un iniziale tentativo di trovare Calus a bordo, il Guardiano fù costretto a ritirarsi per incontrarsi sull'HELM con il Comandante Zavala, l'imperatrice Caiatl, il Corvo ed Eris Morn. Questa spiegò che Calus, presentandosi come Araldo del Testimone, pianificava di stabilire una connessione psichica con la Piramide lunare. Per poter fermare i piani dell'ex imperatore era necessario recidere questa connessione tramite il contenimento degli incubi. Essendo questi nuovamente ostili ed in grado di interferire attivamente, Eris propose di eseguire un rituale per legare gli incubi personali delle persone presenti per poter eseguire le recisione e navigare in maggiore sicurezza sul Leviatano (lei ed il Guardiano non ne avevano poiché già li affrontarono durante gli eventi di Ombre dal Profondo). Zavala e Corvo accettarono ma Caiatl rifiutò, sostenendo che le magie di Eris facevano il gioco di Calus e che le sue forze di assalto avrebbero portato risultati. Il Corvo dovette quindi confrontarsi con il suo incubo, ovvero Uldren Sov, arrivando ad accettare le colpe della sua vita passata nonostante le grandi difficoltà emotive a cui venne sottoposto (Amanda Holliday chiuse completamente la sua amicizia con lui dopo aver scoperto chi era prima di essere rianimato). Riuscendo a gestire il suo incubo, il Corvo lo trasformò in un ricordo, portando Eris ad ipotizzare che fosse possibile convertire gli incubi per usarli contro Calus e fermare il collegamento con la Piramide. Le informazioni raccolte dai ricognitori di Caiatl indicarono che, dopo l'arrivo della Flotta Nera, il Leviatano entrò in una anomalia temporale che lo tenne sia dentro che fuori da questa dimensione. Quando ricomparve, oltre ad essere infestato dall'eggregora e dagli incubi, era sprovvisto di un vero e proprio equipaggio senziente, essendo presenti sulla nave solo Lealisti di Calus appena clonati e senza volontà autonoma. Venne poi il turno di Zavala, tormentato dall'incubo di una donna chiamata Safiyah. Dopo un iniziale fallimento nella missione di recisione, si venne a sapere perché questa figura tormentava il Comandante: durante l'Età Oscura, Zavala e Safiyah si conobbero e sposarono, adottando un figlio chiamato Hakim e vivendo una vita tranquilla e felice per diversi anni, finche i caduti non distrussero il loro villaggio ed uccisero il ragazzo. Sentendosi responsabile di ciò, Zavala pensò di disfarsi del suo spettro perché stufo di soffrire essendo un Portatore di Luce, ma infine si separò con dolore dalla moglie e tornò ad essere un allievo da Lord Saladin mentre Safiyah se ne andò, sposandosi nuovamente ed avendo un'altra figlia. Quando la donna morì, Zavala chiese perdono ai di lei discendenti, col suo lutto che si rinnovava ad ogni generazione (i Portatori di Luce sono immortali fintanto che il loro spettro rimane attivo) che passava. Il Comandante riuscì, grazie al Guardiano, a superare il suo secolare lutto ed anche l'incubo di Safiyah divenne un ricordo. Caiatl, essendo impaziente di trovare Calus, assaltò di sua iniziativa i sotterranei del Leviatano, ma venne ostacolata dal suo incubo, ovvero Dominus Ghaul, poiché temeva di divenire una autocrate ossessionata dal potere come lui. Il Guardiano riuscì a proteggere l'imperatrice, che si convinse ad eseguire il rituale di Eris ed a seguire le sue indicazioni. Caiatl, riuscirà poi a superare l'incubo di Ghaul e a renderlo un ricordo. Durante la stagione, Eris ottenne l'accesso alla vecchia Sala del Tibuto (la sala che Calus dedicò al Guardiano durante la Stagione della Ricchezza) e riuscì a creare un collegamento mentale con le memorie di Calus tramite l'effige dorata lì presente. Incaricò il Guardiano di entrare nella mente dell'esiliato imperatore per ottenere informazioni aggiuntive sulle sue intenzioni (dungeon Dualità). La Zanna di Lupo si fece strada tra i ricordi, affrontando i vari incubi di Calus, tra cui Gahlran, i cospiratori di Torobatl della Legione Rossa ed infine Caiatl. Da ciò, Eris capì che Calus cercava di trasfigurarsi per divenire Discepolo del Testimone e che voleva aiutarlo ad attuare la Forma Ultima. Infine, la squadra affrontò e distrusse la proiezione psionica di Calus nella Piramide lunare grazie anche ai ricordi di Uldren, Safiyah e Ghaul che, dopo la lotta, si dissiparono. Calus però non morì e fuggì dal Testimone, divenendo un suo Discepolo e minacciando l'Avanguardia che il loro arrivo era imminente.

#### Stagione dei Tesori
Mentre l'Avanguardia era impegnata a cercare Calus, il Ramingo ed il Guardiano andarono a Neo-Riis su Europa, dove trovarono il Ragno (indebitato col Ramigno per averlo fatto fuggire dalla Riva Contorta) e dove scoprirono che Eramis venne liberata dalla stasi dal Testimone. Portato il Ragno all'Ultima Città, nel Quartiere Eliksni, questi disse che Eramis stava riunendo il Casato della Salvezza e i vecchi equipaggi di pirati eliksni per cercare delle reliquie dell'Età Oscura nascoste nella Fascia Principale di asteroidi. Essendo Zavala impegnato a cercare Calus ed Ikora e suoi Occulti a cercare Eramis con parsimonia, il Ramingo propose al Guardiano di collaborare con Mithrax e sua figlia Eido per affrontare i pirati e sottrarre loro le reliquie. Dopo aver permesso al Ragno di stabilire un bar nel Quartiere Eliksni (chiamato il Serbatoio di Etere), questi aiutò la squadra ad arruolare un equipaggio per poter affrontare i pirati di Eramis. Col passare delle settimane ed il recupero dei manufatti, anche un'altra forza nemica si interessò ai manufatti nella Fascia; ciò spinse Eido (essendo una scriba desiderosa di preservare la storia degli eliksni) a voler avere un parley con Eramis per discutere di questo terzo contendente per le reliquie. La Kell della Salvezza accettò ma, durante il dialogo, questa incalzò le accuse di Mithrax, raccontando il suo passato alla ignara Eido. Misraaks (nome corretto di Mithrax) ereditò dalla madre una reliquia oscura, rivelatisi in realtà pezzi del corpo di Nezarec rubati dalla Piramide sulla Luna, e ne fu consumato dal potere. La sua sfrenata bramosità lo spinse a saccheggiare, tradire o uccidere chi si metteva tra lui ed i tesori che adocchiava, arrivando ad abbandonare anche il Ragno (il cui vero nome è Rakis) e Siviks. Ad un certo punto però fuggì da quella vita e cercò di nascondere il suo passato da criminale. Finito l'incontro, Eido lasciò il padre, profondamente amareggiata di non essere mai stata informata delle sue malefatte. Quando il Guardiano venne poi mandato a recuperare l'ultima reliquia, Eido lo precedette rischiando di farsi uccidere dall'Alveare Lucente, ovvero la terza fazione che voleva le reliquie. La scriba venne però salvata da Eramis, che ingaggiò poi a duello, il sopraggiunto Mithrax. Questi risparmiò la Kell, che fuggì a mani vuote. Il Kell della Luce e la figlia si riappacificarono e, portate le reliquie al sicuro, iniziarono a studiarle per capire come funzionasse la loro influenza. Il Guardiano ed il Ragno, intanto, si spartirono il bottino rubato ai pirati e lo investirono insieme all'Avanguardia per poter migliorare le condizioni di vita del Quartiere Eliksni, migliorando abitazioni e servizi e facendo arruolare anche gli alieni come parte della milizia cittadina. Infine, Mithrax riuscì a trovare un modo di usare l'energia delle reliquie a piacimento, creando quindi un specie di tisana che risvegliò Osiride dal coma.
(Curiosità: il miglioramento del Quartiere Eliksni era un Live Event della community in cui bisognava donare monete ottenute nelle attività, ma grazie ad un bug di duplicazione l'evento venne completato in meno di 2/3 giorni)

#### Stagione del Serafino
Dopo il suo risveglio con la tazza di Nez-cafè, Osiride descrisse cosa vide mentre Savathûn lo impersonava: le loro menti erano collegate, permettendo al vecchio stregone di scorgere una importante informazione. Savathûn nascose al Testimone qualcosa su Nettuno, in una "città nascosta tra le onde", ma il ricordo era sfocato. Questi si rivolse ad Ana Bray, da due anni ancora impegnata a ripristinare Rasputin ma senza successo. Osiride sosteneva che la Mente Bellica era la sua possibilità di scoprire l'effettiva esistenza della città su Nettuno e, vedendo Ana in difficoltà, propose di rivolgersi alla copia exo di Clovis Bray I. Nonostante i ragionevoli dubbi della cacciatrice, Ana si convinse e, insieme al Guardiano ed Osiride, si diresse all'Exoscienza Bray su Europa. Il posto era però assediato dalle Endofurie di Xivu Arath, comprendenti anche membri del Casato della Salvezza, intenzionati a voler soggiogare lo scienziato. Ripulito il posto e riattivati i protocolli di sicurezza, Ana ed Osiride si rivolsero all'IA di Clovis, spiegando la situazione del ripristino di Rasputin. L'arrogante scienziato accettò di aiutare poiché infastidito che la sua progenie stesse "sprecando tempo e talento", trasferendo parte del suo codice nell'exo prototipo sull'HELM. Clovis spiegò che per ripristinare Rasputin e i suoi protocolli era necessario trovare le sotto-menti e reintegrarle nel nucleo dell'IA. Con la Mente Bellica ripristinata sarebbe poi stato necessario ottenere il controllo della Stazione del Serafino nell'orbita terrestre per poter caricare Rasputin nella rete di Warsat (rimasta inattiva dall'arrivo della Flotta Nera) prima delle forze di Xivu. Anche Mara Sov si unì come supporto logistico alle operazioni di ripristino per dare informazioni sugli spostamenti delle Endofurie. Le operazioni Colpo procedettero regolari, col riuscito recupero delle sotto-menti Malahayati sulla Luna, Carlomagno nel Centro Futuristico su Marte (tornato grazie alle anomalie temporali presenti sul pianeta) e al codice base delle sotto-menti su Europa. In contemporanea, Osiride mandò i Guardiani ad indagare su una struttura della Mente Bellica su Marte, presa d'assalto dalla Divisione Sol dei Vex (dungeon Pinnacolo dell'Osservatrice). La struttura, il Pinnacolo Ares, era un lavoro congiunto tra il Collettivo Ishtar e la Braytech per poter progettare colonie extrasolari; si riattivò per via del fatto che la vecchia rete energetica ad arco fu affetta da una anomalia temporale. Scalando il Pinnacolo, i Guardiani distrussero la mente Akeloo, incaricata di estrarre i dati, per poi precipitarsi al reattore e distruggere la mente Persys che cercava di causare una fusione critica. Nonostante il reintegro delle sotto-menti, il codice di Rasputin non era comunque sufficiente per essere totalmente ripristinato, ciò spinse Ana ad elaborare una soluzione alternativa. Nel frattempo, anche Elisabeth Bray si unì al gruppo, essendo preoccupata che Clovis potesse avere secondi fini egoistici. Elisabeth condusse il Guardiano in una operazione di infiltrazione alla Stazione del Serafino (missione esotica Operazione: Scudo del Serafino), con lo scopo di caricare un virus con backdoor da usare quando Rasputin sarebbe stato pronto per essere caricato nella rete di Warsat. Sulla Stazione, il Guardiano incontrò resistenza delle Endofurie di Xivu Arath sia dell'Alveare, sia del Casato della Salvezza. Infatti, arrivato al Comando Warsat, scoprì che Eramis stava fornendo tecnosimbionti per violare i sistemi della Stazione e che il suo vecchio barone Praksis fu rianimato come Infame. Ucciso nuovamente il Tecnocrate e installato il virus, Ana comunicò di avere una soluzione per il ripristino di Rasputin: quando la Mente Bellica creò l'exo che divenne Felwinter, vi copiò parti importanti del suo codice, copie che sono ancora contenute nel nucleo dati dello spettro Felspring, custodito al Tempio dei Signori del Ferro. Raggiunto il luogo e respinto un gruppo di assalitori del Casato della Salvezza, il Guardiano trovò lo spettro morto e trasferì i dati ad Ana. Rasputin si risvegliò, parlando finalmente in una lingua comprensibile e avvertì che le vere intenzioni di Clovis Bray I non erano affatto benevole come voleva far credere. Lo scienziato creò la Mente Bellica durante l'Età dell'Oro non per salvaguardare il progresso e la sicurezza dell'umanità, ma per fare in modo che distruggesse il Viaggiatore per poterlo rimpiazzare come divinità meccanica da lui creata, in nome del retaggio Bray. Anastasia, però, durante lo sviluppo dell'IA, vide una mente in grado di imparare e gli insegnò la cultura umana tramite musica, storia, filosofia e arte. Ciò portò Rasputin a comprendere tanto la fragilità, quanto la bellezza che la razza umana era in grado di concepire, meritevole di essere protetta (Ana salvò quindi milioni di vite col suo operato). Sovrascrisse gli ordini di Clovis, estromettendolo dal comando, ma in quel momento arrivò il Crollo che mandò l'umanità sull'orlo dell'estinzione. Essendo Clovis ora una IA, la sua intenzione non era più di usare la Mente Bellica come prototipo, bensì di caricare se stesso nella rete di Warsat e divenire un dio meccanico. All'HELM, Ana cancellò la copia di Clovis dal telaio exo e la sostituì con Rasputin, confinando nuovamente lo scienziato all'Exoscienza su Europa. Nelle settimane successive, Rasputin mandò il Guardiano a recuperare alcuni dati dal bunker del Cosmodromo che indicavano che era stata proprio Ana, poco prima del Crollo, a fermare Rasputin prima che provasse a distruggere il Viaggiatore, riuscendo a convincerlo. Mara Sov informò l'Avanguardia che lei e le sue tecnidi compresero le intenzioni di Xivu Arath. La Dea della Guerra intendeva aprire un enorme portale per il Piano Ascendente sulla Terra, come fece contro i cabal su Torobatl. Per farlo avrebbe saziato la fame di potere del suo verme con la distruzione che la rete di Warsat avrebbe causato, indipendentemente che questa venisse controllata dal suo esercito di Endofurie o da Rasputin, che le avrebbe distrutte (come Dea della Guerra, Xivu necessita di tributi di conflitto per sfamare il suo verme ed avere potere). Mara propose di arrestare il ripristino di Rasputin ma Ana si oppose, sostenendo che la Mente Bellica avesse imparato le conseguenze dei torti commessi in passato. La regina insonne propose allora un'impasse, ovvero impedire a Xivu di avere i warsat e non lasciare che neanche Rasputin li usasse. Purtroppo Eramis scoprì la backdoor installata alla Stazione e la cancellò, riuscendo poi ad ottenere il controllo della rete di Warsat e avviare il protocollo ABORRENTE IMPERATIVO per distruggere il Viaggiatore. Rasputin decretò che l'unica soluzione per fermare la catastrofe imminente era che venisse caricato velocemente al Controllo Warsat sulla Stazione dove avrebbe fatto autodistruggere se stesso e l'intera rete di armi. Rasputin decise di morire definitivamente anche perché conscio che la sua mera esistenza era un pericolo per l'umanità, data l'estrema pericolosità degli armamenti in suo possesso. Il Guardiano quindi, dopo un iniziale scontro con Eramis, arrivò al Controllo Warsat ed installò l'engramma Museruola ma la Kell fuggì di nuovo e avviò la sequenza di fuoco. Il Viaggiatore, dopo secoli di immobilità, volò via dai cieli dell'Ultima Città e andò nell'orbita terrestre, facendo pensare a tutti che volesse andarsene dal sistema. Rasputin, infine, si sacrificò, portandosi nella tomba l'intera rete di Warsat e tutte le sue copie di codice. Con la catastrofe evitata, il Viaggiatore rimase nell'orbita terrestre, lasciando tutti sorpresi. Quando Eramis si chiese perché fosse rimasto, il Testimone rispose che "non ha altro posto dove andare". La Flotta Nera lasciò lo spazio attorno Giove e si diresse verso la Terra. Come ultimo messaggio, Rasputin disse al Guardiano che Osiride aveva ragione su Nettuno, lì si trovava una città e un oggetto di interesse per il Testimone, il Velo.

### L'Eclissi
La flotta del Testimone, arrivata infine all'orbita della Terra, ingaggia uno scontro con le forze dell'Avanguardia ed il Viaggiatore. Questo, dopo i futili tentativi dei piloti umani di danneggiare la Flotta Nera, emise un immenso raggio terraformante che danneggiò la Piramide del Testimone, puntando direttamente contro di lui. Questi non ne venne affetto e, dopo aver letteralmente tagliato dei piloti guardiani dalla realtà muovendo semplicemente le mani, si avvicina al Viaggiatore, soppresso dalle Piramidi disposte a formare un anello nero attorno ad esso, per provare a fare una specie di incisione su di esso. Ciò non funzionò ma al Testimone viene rivelato, tramite visione, che il Velo si trova su Nettuno. Incaricato Calus di andare a recuperare l'oggetto, Osiride ed il Guardiano si infiltrano sulle corazzate della Legione Ombra con l'intento di sabotarle. Sulle navi Il Guardiano incontra, oltre ai cabal armati di tecnologie delle Piramidi, anche i Tormentatori, diretti servi del Testimone in grado di sopprimere le abilità dei propri avversari. Riusciti nel sabotare le corazzate della Legione Ombra, la Zanna di Lupo ed Osiride, usando dei gusci di assedio, raggiungono la superficie di Nettuno, scoprendo la città ivi nascosta dalla fine dell'Età dell'Oro, Neomuna. Appena arrivati nella futuristica metropoli, il Guardiano e lo Spettro notano che il luogo è pervaso da una energia di natura paracausale, la Telascura. Osiride, mentre il Guardiano brandisce l'elemento contro i cabal, viene salvato da due umani cyborg altamente modificati, i Solcanuvole Rohan e Nimbus. Ritrovatisi alla Sala degli Eroi, i due Solcanuvole spiegano che Neomuna è rimasta isolata dalla fine dell'Età dell'Oro (infatti pensano che i guardiani siano ancora Signori della Guerra) e che il Velo si trova custodito sottoterra, presso il Complesso Irkalla. Dopo un iniziale tentativo di raggiungere il luogo, il Guardiano viene bloccato dalla Legione Ombra, arrivata prima ad occupare l'area circostante ed in possesso di tecnologia delle Piramidi che rende difficile usare le abilità note. Lo Spettro, a causa delle emissioni energetiche del Velo, si ritrova ad essere controllato di nuovo dal Testimone, permettendo al Guardiano di spiare una chiamata con Calus, intenzionato ad usare un congegno delle Piramidi per creare un collegamento tra il Velo ed il Viaggiatore. Osiride, quindi, manda il Guardiano ad infiltrarsi nel Tifone Imperatore, la nave ammiraglia di Calus, dove deve distruggere l'Albero Radiale per impedire che venga usato per il collegamento. A bordo, la Zanna di Lupo viene però ostacolata dall'esiliato imperatore che blocca l'accesso al congegno, intrappolando il Portatore di Luce in una arena. Incapace di fuggire anche con l'uso momentaneo della telascura, il Guardiano viene salvato dall'imperatrice Caiatl che, una volta fuggiti, disse che quando Ghaul guidò il Colpo di Mezzanotte per deporre Calus fu lei a proporre di lasciarlo vivo in esilio, sperando di vederlo avvizzire fino a morire nella sua prigionia sul Leviatano. Il Guardiano ed i Solcanuvole si dirigono quindi alla Raidosonda, presa d'assalto dai Vex, per ripristinare le difese della rete virtuale di Neomuna, NuvolArc, dove si sono collegati anche i cittadini della metropoli in criostasi (le strade infatti sono deserte perché la gente si è rinchiusa in bunker sotterranei e vedono ciò che accade tramite ologrammi). Col ripristino delle difese virtuali, vengono anche ripristinate le difese fisiche per ostacolare l'invasione. Il Guardiano ed Osiride, col tempo guadagnato, decidono di studiare in maniera più approfondita la telascura per riuscire a dominarla ed usarla contro Calus; ciò permise al vecchio stregone di capire che questa forma di energia è una specie legame che collega l'essenza di esseri viventi e non viventi tra di loro. Ciò gli fa ipotizzare che, essendo una scoperta recente, le tecnologie delle Piramidi non sono in grado di contrastarla e che possono esserne danneggiate. Purtroppo, la Legione Ombra sposta l'Albero Radiale al Complesso Irkalla e si prepara a collegarlo al Velo, costringendo il Guardiano ed i due Solcanuvole ad assaltare il luogo con mezzi pesanti. Dopo aver ucciso il comandante cabal sul posto rilasciando una ondata di telascura, Il Guardiano è troppo esausto per usarla sull'Albero Radiale, siccome non ancora in padronanza completa dell'elemento. Ciò spinge Rohan ad autodistruggersi, eliminando l'Albero Radiale in tempo. Col congegno distrutto, Calus viene minacciato dal Testimone di trovare una soluzione per collegare il Velo. La Legione Ombra viene quindi mandata a spingere i corrotti nella rete Vex per indebolire le difese virtuali di NuvolArc, essendo questa collegata al Velo. Il Guardiano viene anche avvisato che i cittadini di Neomuna sono affetti da incubi, accusando la presenza di una voce che pare causarli. Distrutta la mente Vex corrotta Parthenios, la voce si rivela essere Nezarec, il discepolo del Testimone che comandava la Piramide schiantata sulla Luna e colui che possiede il poter di generare gli incubi. Osiride riesce ad isolare una parte della rete Vex per permettere al Guardiano di concludere l'addestramento per domare la telascura completamente, mentre Nimbus prepara le ultime difese ancora funzionanti in città e Caiatl raduna le truppe imperiali. Il Guardiano si dirige nuovamente al Complesso Irkalla dove, al fianco dell'imperatrice Caiatl, sbaraglia l'esercito della Legione Ombra. Calus riesce però a farsi strada a forza verso il sottosuolo, arrivando al Contenimento del Velo dove ingaggia col Guardiano lo scontro finale, venendo infine ucciso da questi. Con la morte dell'esiliato imperatore, lo Spettro, essendo esposto alle emissioni paracausali del Velo, viene ancora controllato dal Testimone ed usato per creare il collegamento col Viaggiatore. Ciò permette al Testimone di aprire un portale su di esso in cui lui e le altre navi Piramidi entrano, lasciando l'Avanguardia senza alcun idea su come seguirlo (vengono successivamente fatti tentativi di entrare ma il portale scompone la realtà di qualunque cosa cerchi di attraversarlo). Nel frattempo, sulla Piramide del Testimone, la crescita di un albero dalle ali d'argento causata dal raggio del Viaggiatore ha rianimato i resti di Nezarec lì presenti. I Guardiani si avventurano nella danneggiata Piramide dove scoprono il Macrocosmo, la sala dove il Testimone guidava le operazioni di assalto contro il Sistema di Sol e, presumibilmente, dove conteneva e studiava i corpi celesti scomparsi (incursione Radice degli Incubi). La squadra, infine, raggiunge l'ormai riesumato Nezarec e lo distrugge definitivamente, liberando i cittadini di Neomuna dalla sua influenza. Nella stagione successiva, Osiride studia in maniera più approfondita il Velo, capendo che questo è un'entità paracausale di natura simile al Viaggiatore, quindi altrettanto antico e di enorme influenza data la capacità di emettere radiazioni di Oscurità. Vengono trovati anche i registri originali della fondazione di Neomuna in cui Chioma Eso, moglie della scienziata di Ishtar Maya Sundaresh, racconta come loro arrivarono su Nettuno con la nave colonia Esodo Indaco, di come trovarono il Velo e degli effetti di natura psichica e radioattiva che aveva sull'equipaggio e di come venne costruita la città, usando la nanotecnologia SIVA di Clovis Bray modificata col fluido radiolare dei Vex. Viene spiegato che Neomuna fu isolata dai Vex in un loro tentativo di creare un confluenza per studiare il Velo, ma che portò a schermare il luogo e renderlo irrintracciabile assieme al magnetismo irregolare del pianeta. Maya condusse svariati esperimenti sul Velo per poterlo comprendere appieno, in un cinismo non dissimile a come fece Clovis Bray su Europa col Controllo Chiarezza. L'esposizione alla tecnologia Vex fece scomporre e dividere la mente della scienziata in svariate repliche che si dispersero tra il sistema e la rete Vex. Due copie in particolare erano note all'Avanguardia: M-Sund-12, nominata nell'assalto Terminale Intuitivo durante gli eventi di La Mente Bellica anni prima e Lakshmi-2, spiegando ulteriormente il possesso di tecnologia Vex del Culto Guerra Futura(oltre al fatto che la fazione esisteva ancora prima del Crollo).

#### Stagione della Resistenza
Durante gli eventi de L'Eclissi, il Guardiano si radunò con la Regina Mara Sov, Devrim Kay, Mithrax ed il Corvo al vecchio Rifugio nella Zona Morta Europea per organizzare operazioni di salvataggio ostaggi nelle zone operative sulla Terra. La Legione Ombra, essendo dotata di avanzata tecnologia delle Piramidi, rinchiuse dei prigionieri di guerra in strutture letteralmente inespugnabili dall'esterno. La soluzione proposta dalla Regina Mara consisteva nell'usare il Piano Ascendente come ingresso ed infondere i Guardiani con la sua magia per poter assaltare le fortezze e liberare i prigionieri. Nella prima operazione nella ZME, i guardiani liberarono anche Amanda Holliday, sopravvissuta allo scontro iniziale con la flotta nemica nell'orbita terrestre. Le sue relazioni col Corvo, pur rimanendo comunque tese, si appacificarono ed anche lei si unì ai salvataggi come supporto diretto sul campo. I Guardiani condussero con successo ulteriori salvataggi di ostaggi nella ZME e nel Cosmodromo, per poi assaltare anche una nave-prigione orbitale della Legione Ombra. Nel frattempo, Mithrax rilevò una serie di confluenze Vex presenti nella ZME e mandò il Guardiano a investigare, scoprendo un accesso alla rete Vex aperto da una arpia amichevole (missione esotica //NODE.OVRD.AVALON//). I due scoprirono il Nodo di accesso Avalon, dove vennero assistiti da una figura nella rete che Mithrax nominava come Ashermere, non capendo che si trattava dello stregone Asher Mir, scomparso su Io anni prima con l'arrivo della Flotta Nera. Asher, pur non comunicando direttamente col Guardiano, lo aiutò fornendo accesso ai registri di ricerca presenti nella rete, evidenziando l'interesse che i Vex nutrivano per il Velo. Nelle profondità della rete, il Guardiano si scontrò con la ricostruita Mente della Genesi Brakion, distruggendola a più richiami e liberando Asher dal suo tormento. Questo, infine, comunicò che intendeva immergersi totalmente nella coscienza primaria dei Vex per ottenere le risposte che cercava, lasciando al Guardiano l'arma esotica Vexcalibur ed il dubbio sul fatto che lo stregone fosse vivo oppure morto assimilato dalle macchine. Il Guardiano, Mithrax e Amanda si diressero poi alle gallerie vicino alla base cabal nella ZME per salvare altri prigionieri, ma prima del loro arrivo, Eramis li contattò dicendo di non entrare nella base nemica perché sennò il Kell della Luce sarebbe morto. Non fidandosi delle parole della eliksni, il Guardiano entrò comunque per distrarre la Legione Ombra mentre Mithrax ed Amanda liberavano gli ostaggi. Questi fecero, però, scattare l'autodistruzione della struttura che bloccò le uscite, costringendo Amanda a manomettere i comandi delle porte manualmente e rimanere uccisa dall'esplosione. Mithrax venne salvato da Eramis che bloccò l'esplosione con la stasi, ribadendo il suo avviso precedente e poi andando via. Al funerale di Amanda si presentarono Mara, Corvo e Zavala, lacerati dal dolore della perdita. Il Corvo iniziò ad organizzare assieme al resto del team un assalto finale alla nave-prigione orbitale per sgominare definitivamente la Legione Ombra. La squadra distrusse completamente la nave ed uccise gli ultimi comandanti sul campo ancora attivi, bloccando le operazioni della Legione Ombra sulla Terra.

#### Stagione del Profondo
L'Avanguardia si ritrovò ad un punto morto essendo incapace di inseguire il Testimone nel portale. Una pista, però, si aprì quando la luna Titano ricomparve dopo due anni di sparizione. Venne individuata una richiesta di soccorso della sperduta Vicecomandante Sloane, proveniente dalla superficie e subito Il Guardiano, il comandante Zavala, Saint-14, Valus Saladin ed il Ramingo raggiunsero diverse posizioni sulle vecchie piattaforme e all'Arcologia del Nuovo Pacifico dove si scontrarono con le forze dell'alveare e dei corrotti e dove la presenza di Xivu Arath si fece sentire forte (viene sentita parlare la prima volta qui). Dopo aver sgominato le orde nemiche e riparato la stazione radar, Il Guardiano e Zavala rintracciarono la posizione di Sloane in una piattaforma sottomarina sotto il mare di metano, altamente pericoloso da attraversare a causa della pressione devastante. Il Ramingo fornì dell'equipaggiamento per scendere nelle profondità ed i tre trovarono Sloane, ora parzialmente corrotta ma ancora lucida. Sloane presentò Asha, un proto-verme come quelli che corruppero l'Alveare ma ancora non traviata come gli altri, sostenendo che la richiesta di soccorso era per lei poiché in possesso di informazioni cruciali sul Testimone. La Vicecomandante spiegò che la sua parziale corruzione le permetteva di percepire e comprendere sussurri e pensieri di Asha ma che serviva qualcosa per potenziare il legame mentale. Il Ramingo propose come soluzione, dopo aver recuperato tecnologie di immersione dall'Arcologia, di ottenere dei coralli di eggregora presenti nel fondale del Mare Kraken. Dopo aver affrontato le Endofurie di Xivu Arath, tra cui un servitore sottomesso, la ritualista Kudazad e il cavaliere Kelgorath tornato per l'ennesima volta, Il Guardiano portò il corallo a Sloane che lo usò per ampliare brevemente il collegamento tra lei ed Asha, permettendo al verme di parlare tramite Sloane. Asha spiegò che il Viaggiatore venne trovato eoni prima da una razza aliena sul loro pianeta che lì benedisse e li fece evolvere. Questi scoprirono l'esistenza del Velo e del suo legame paracausale col Viaggiatore, scoprirono l'Oscurità con la sua capacità di influenzare il mondo fisico con i suoi poteri ed iniziarono a considerare la Luce non più come portatrice di vita ma come fonte di caos nell'universo. Quando cercarono di collegare il Velo al Viaggiatore, questi fuggì nello spazio, lasciando il popolo da lui benedetto. La specie, volendo ancora dare uno scopo ad un universo senza senso a loro detta, decise di sacrificarsi in massa per fondere le loro menti tramite l'Oscurità, consacrandosi per creare la figura del Testimone che iniziò il suo infinito inseguire il Viaggiatore per adempiere alla Forma Ultima. I Guardiani vennero anche mandati all'Arcologia per indagare su un rituale dell'Alveare Lucente appena giunto su Titano (dungeon Spettri dal Profondo). Arrivati lì, i Guardiani discesero nel mare di metano sotto l'Arcologia dove trovarono una corazzata dell'Alveare Lucente abissata. Al suo interno si scontrarono col rinato Echtar, ex secondo di Oryx ora divenuto Scudo di Savathûn. All'esterno della nave in una zona d'aria, i Guardiani trovarono il cadavere del Re dei Corrotti Oryx, mentre la maliarda necromante Šimmumah ur-Nokru, ex ritualista della covata di Nokris rianimata, cercava di riportarlo in vita forzatamente con un rituale e uno spettro. Uccisa la Necromante Lucente, i Guardiani fecero rapporto a Sloane ed Ikora che mobiltarono gli Occulti per studiare e recuperare il cadavere di Oryx. Prima che potesse comunicare il suo ultimo messaggio, Asha venne intrappolata da un rituale delle forze di Xivu Arath, intenti a corromperla per usarla contro l'Avanguardia. La squadra riuscì a sventare il rituale, col Guardiano, Zavala e Sloane che si ritrovarono alla piattaforma per ricevere l'ultimo messaggio dalla creatura. Nelle settimane precedenti, l'ossessione della Vicecomandante di terminare la missione la sfiancò, permettendo a Xivu di possedere Sloane per un attimo tramite la furia e la corruzione. Zavala riuscì a calmarla e a farla tornare in sé, permettendo ad Asha di comunicare il suo ultimo messaggio. La soluzione per inseguire il Testimone nel portale è la conoscenza celata dalla Megera Regina, Savathûn sa come superare il portale. La squadra intera si raggruppa all'HELM, sconvolti dalla rivelazione. Nonostante i dubbi, Zavala decise di seguire la nuova pista e di avvisare Ikora Rey ed Eris Morn di contattare Immaru, lo spettro di Savathûn, per proporre un accordo.

#### Stagione delle Arti Magiche
A seguito della rivelazione di Asha, Ikora Rey ed Eris Morn si misero in contatto con Immaru, lo spettro di Savathûn, per discutere ed accordarsi sulla rianimazione della Megera Regina. Immaru, non perdendo mai il suo tono altamente sarcastico, spiegò che la Megera sapeva già che prima o poi l'Avanguardia avrebbe cercato il suo aiuto per affrontare il Testimone. Savathûn lasciò istruzioni al suo spettro in caso venisse uccisa per poter intavolare possibili discussioni con Ikora ed Eris, spiegando ad Immaru le condizioni da imporre in un accordo con l'Avanguardia: prima di rianimare la Megera Regina bisogna eliminare la minaccia posta dalla sorella Xivu Arath. Immaru condusse Ikora, il Guardiano ed Eris presso un pinnacolo nascosto nel tronomondo, introducendo il Portatore di Luce agli usi della magia dell'Alveare per svelare segreti ed inganni presenti al suo interno. Esplorando la struttura, le registrazioni di Savathûn fanno capire ad Eris che l'unico modo per fronteggiare Xivu Arath è che lei stessa divenga una divinità dell'Alveare per seguire la Logica della Spada ed ottenere tributi e potere sufficienti per poter vincere il confronto con la divinità della guerra. Eris, dunque, compì un rituale e si trasformò nella Dea della Vendetta, sbloccando il potere del Mazzo dei Sussurri, una collezione di carte che contengono anch'esse magia dell'Alveare che il Guardiano poté sfruttare a sua volta per gli incantesimi. Nei sotterranei del pinnacolo, presso gli Altari di evocazione, la squadra iniziò ad ottenere tributi eliminando i soggetti di Savathûn lì rinchiusi. Nei sotterranei, il Guardiano scoprì anche il Motore dell'Imbaru, ovvero un luogo che Savathûn costruì per ottenere i tributi di inganno per sfamare il suo verme. Col passare delle settimane, Xivu Arath scoprì i piani dell'Avanguardia ed iniziò a far occupare il tronomondo ed il pinnacolo dalle sue Endofurie per poter rubare i tributi dagli Altari. Per far ciò, mandò il suo miglior generale come suo araldo, Il Divora-Leviatani, colui che condusse la distruzione degli Ammoniti millenni prima. I Guardiani riuscirono a tenere a bada le Endofurie di Xivu ed a foraggiare Eris di tributi nel corso delle settimane successive, svelando anche i segreti del Pinnacolo di Savathûn e del Motore dell'Imbaru (le cui prove sono riferimenti agli inganni di Savathûn, alle marce di guerra di Xivu Arath e alla conoscenza arcana condotta da Oryx). Immaru fece inoltre ascoltare altre registrazioni di Savathûn in cui si evinse come gli Ammoniti erano inizialmente riusciti a contrastare le Endofurie, dimostrando che le armate di Xivu sono ancora in grado di fallire. Ikora rimase incerta sulla situazione, timorosa dell'idea che Eris potesse soccombere alla fame di potere e tributi, dubbio alimentato anche dagli avvertimenti dati da Elisabeth Bray riguardo l'ultima linea temporale da lei visitata. Immaru, nonostante i progressi, sosteneva che il potere di Xivu era troppo grande per essere contrastato, venendo sempre poi assicurato che Eris aveva un piano. Dopo aver raccolto gli ultimi tributi, i Guardiani ed Eris sfidarono e distrussero il Divora-Leviatani. Eris poi fece trasportare col transmat il corpo morto di Savathûn nel tronomondo per la rianimazione, con Immaru confuso poiché Xivu Arath era ancora una minaccia. Lo spettro, incalzato da Eris, rianimò la Megera Regina che, appena sveglia, si congratulò con Eris per aver svelato la sua vera natura. Eris, però, uccise subito Savathûn e ottenne il suo potere, superando di potenza perfino Xivu Arath. Essendo Savathûn morta per mano del Guardiano l'anno precedente e non di una creatura dell'Alveare, la Logica della Spada gli ha mantenuto i tributi che per eoni guadagnò con le sue menzogne ed inganni. Tale potere venne quindi reclamato da Eris in forma di Dea della Vendetta che in quel momento lo usò per tagliare Xivu Arath fuori dal suo tronomondo personale, escludendo la divinità della guerra dal luogo in cui albergava la sua forma più potente, in cui manteneva i tributi di guerra ma, soprattutto, rendendola mortale. Eris, poi, rinunciò al potere dell'Alveare, senza morire perché sprovvista di verme da sfamare, tornando quindi umana. Savathûn venne quindi nuovamente rianimata da Immaru ed intavolò una discussione con i tre dell'Avanguardia. Avendo rispettato l'accordo, la Megera Regina venne incalzata da Ikora di rivelare come inseguire il Testimone nel portale sul Viaggiatore, ma lei rispose di aver già fornito la soluzione. Savathûn venne lasciata andare libera; lei lasciò Immaru in custodia dell'Avanguardia come garanzia, dicendo che potevano distruggerlo se dovessero sospettare delle sue intenzioni. Risolvendo l'ultimo enigma nel Motore dell'Imbaru, il Guardiano trovò un uovo non corrotto di Ahamkara, presumibilmente lasciato apposta da Savathûn per essere trovato. Ricordandosi il momento in cui la Megera venne rianimata, Il Guardiano trascrisse una serie di segnali luminosi che vide sulle ali di Savathûn, rivelatisi in realtà una sequenza da usare al Muro dei Desideri alla Città Sognante per ottenere l'Ultimo Desiderio.

#### Stagione dei Desideri
A seguito delle rivelazioni della Megera Regina, Il Guardiano ed il Corvo si diressero alla Città Sognante per incontrarsi con Petra Venj e la Regina Mara Sov per poter evocare lo spirito dell'Ahamkara Riven e farle esaudire l'Ultimo Desiderio, così da poter inseguire il Testimone nel portale sul Viaggiatore. Per avviare l'evocazione era necessario recuperare un dente della defunta Ahamkara dalla Rocca delle Voci che però venne occupata dai Vex della Divisione Sol. Ottenuto il pezzo e completata l'evocazione, Riven rifiutò di esaudire il desiderio e rinfacciò a Mara il fatto che la sua nidiata venne distrutta e che lei fù uccisa dai Guardiani, rivelando però che non tutte le uova fossero perdute poiché nascoste nella sua Tana segreta della Città Sognante. Riven propose quindi alla Regina Mara un accordo: trovare e salvare la sua nidiata in cambio dell'esaudimento del desiderio. Mara accettò, seppur consapevole del pericolo che i Draghi dei Desideri possono comportare e sperando che gli studi di Osiride sul Velo portassero ad una soluzione alternativa. Il Guardiano si addentrò nella Tana, facendosi strada tra Infami, la Divisione Sol ed i Corrotti, ma senza trovare alcun uovo. Si scoprì che le uova erano state sparpagliate tra le Linee Astrali e che per trovarle si sarebbero dovute applicare soluzioni aggiuntive, tra cui l'attivazione del Pozzo Cieco e il consultare un Araldo della Regina per poter manipolare la traiettoria delle uova e trovarle nella Spira al momento giusto per recuperarle. Oltre a setacciare la Tana di Riven, il Guardiano ed il Corvo indagarono anche su spostamenti di Corrotti ed Infami nella ZME, convergenti verso un castello dell'Età Oscura tra le montagne della regione (dungeon Rovina della Signora della Guerra). Scoprirono che tra le rovine del forte si era manifestato l'avatar corrotto di un Ahamkara chiamato Hefnd, morto per mano di Lord Shaxx durante la Grande Caccia ma risvegliato dall'energia dei Corrotti. Si scoprì che la voce dell'Ahamkara morto e le sue ossa furono poi rinvenute dalla Signora della Guerra Naeem durante l'Età Oscura che, sul punto di morte, desiderò che il Casato dei Re dei Caduti andasse in rovina. Dopo le prime tre uova recuperate, la Divisione Sol intuì le intenzioni della squadra; studiando le azioni delle tecnidi di Mara, quindi, rapirono il quarto uovo dalla Tana e lo portarono nel Giardino Nero (missione esotica Sotto Contraria Stella). Il Corvo ed il Guardiano, dunque, vi si addentrarono, scoprendo che anche lì vi era una tana di Ahamkara e che la strada per arrivarci era disseminata di energia paracausale lasciata da Riven e da un altro Ahamkara. Raggiunta la Tana e distrutta la mente Vex Akardon, il Guardiano trovò l'uovo e le ossa sussurranti del defunto drago Taranis, il compagno con cui Riven creò la nidiata. Taranis, usando il Corvo per parlare, rivelò di essere stato lui a desiderare che le uova fossero al sicuro, facendole spargere tra le Linee Astrali. Riven raccontò la storia di amore che ebbe con Taranis, di come crearono la loro Tana nell'ontologia del Giardino Nero per avere la loro vita nascosta in pace. Quando la Grande Caccia dei Guardiani iniziò, Mara Sov tenne Riven rinchiusa nelle sale della Città Sognante per evitare che venisse uccisa, ma questa poté ancora sussurrare e parlare con Taranis grazie ai suoi poteri. Spiegò che gli Ahamkara si nutrono della differenza tra desideri richiesti dalle creature che li interpellano e ciò che viene elargito di per sè, poiché i draghi stessi sono una manifestazione anomala di paracausalità. Per questo motivo esaudiscono i desideri in certi modi e non possono esaudire i propri, morendo altrimenti. Quando Oryx corruppe Riven dopo la Battaglia di Saturno, Taranis tornò alla tana ed esaudì il suo desiderio di salvare la nidiata, morendo e lasciando l'arco esotico Guardiadraghi per permettere al Guardiano di salvare i piccoli. Con l'arrivo del quinto uovo alla Tana di Riven, i corrotti mandati da Xivu Arath, nonostante vennero fermati dal Guardiano, corruppero l'uovo di drago, costringendo la squadra a cercare energia nel Piano Ascendente per poterlo purificare. A seguito di ciò, Mara, Osiride e Riven si incontrarono per discutere sulla realizzazione del desiderio. Questa rivelò che il desiderio di Savathûn avrebbe permesso ad una sola persona di entrare nel portale del Viaggiatore, disse di aver voluto nascondere questa sua limitazione per avere la garanzia di riavere la sua intera covata salva. Osiride, dopo aver placata la rabbia di Mara, rifletté sulla situazione e sui suoi studi del Velo, deducendo che, seppur non essendo possibile sfruttare il desiderio per far entrare tutti nel portale, potrebbe comunque essere possibile creare una via tramite il legame che lega la Regina Mara ed il Corvo, costruendo un passaggio tramite le Linee Astrali ed il Velo. Il Corvo stesso decise di voler entrare nel portale per poter spianare la strada, riuscendo a convincere Mara della sua decisione. Recuperato l'ultimo uovo, Il Guardiano tornò al Muro dei Desideri, espresse il 15° desiderio e Riven rispettò l'accordo, facendo entrare Corvo nel portale e poi scomparendo, lasciando la sua covata alle cure di Mara Sov. Nelle ultime settimane della Stagione, Osiride scoprì che la Divisione Sol stava nuovamente interferendo con i suoi sforzi per poter aprire il passaggio per il Pallido Cuore. Il Guardiano entrò nel Giardino Nero per indagare, scoprendo che la Divisione Sol ripristinò il Cuore Nero per usarlo come strumento di interferenza (il Cuore Nero fù creato da loro nel fallimentare tentativo di replicare il Velo per comprendere l'Oscurità). Nella scena finale della stagione si vede il Corvo riuscire finalmente a passare il portale, entrando nel Pallido Cuore del Viaggiatore. All'inizio, vide all'orizzonte un oscuro monolite, poi venne improvvisamente ingaggiato in una lotta a colpi di pistola dal defunto cacciatore Cayde-6. Sul punto di giustiziarlo, Cayde, però, vide lo spettro Scintilla e si fermò, aiutando Corvo ad alzarsi ed entrambi diedero le spalle al portale.

### La Forma Ultima
L'espansione inizia poco dopo gli eventi della Stagione dei Desideri. Il Guardiano, Zavala e Ikora attraversano il portale del Viaggiatore: il Guardiano si schianta sulla sua soglia, mentre Zavala e Ikora riescono in qualche modo a passare. Mara guida il Guardiano mentre si fa strada attraverso la soglia mentre il Testimone tenta di bloccarlo usando i Corrotti e il cosiddetto Terrore, il suo esercito personale creato proprio con la Luce rubata. Poco dopo, il Guardiano riesce a passare attraverso la soglia dove il Viaggiatore gli fa vivere una visione in cui il Testimone lo sta infettando con la corruzione e arriva al suo Cuore Pallido, una dimensione ultraterrena all'interno dell'enorme sfera, dove tutto ciò che si vede è una manifestazione fisica dei pensieri di chi entra, dovuta alle proprietà terraformanti della Luce. Il Guardiano nota sprazzi di Ultima Città e anche la vecchia Torre; qui scopre una sorgente che unisce Luce e Oscurità in una combinazione di colori tendente al rosa, che gli conferisce il potere Prismatico, consentendogli di usare sia i suoi poteri di Luce che di Oscurità contemporaneamente. Trova il redivivo Cayde-6 (che è un puro costrutto di Luce, senza una forma fisica vera e propria) nelle camere del defunto Oratore: l'ex Avanguardia dei cacciatori gli racconta la sua rinascita nel Cuore Pallido e spiega che il Corvo non ha fatto ritorno da una sua esplorazione.
Addentrandosi ulteriormente nel Cuore Pallido, il Guardiano e Cayde scoprono che il Corvo si è allontanato dal suo Spettro, entrando in una caverna corrotta dal Testimone; entrando, l'entità tenta di convincere il Guardiano a schierarsi dalla sua parte. Il Guardiano trova Corvo di fronte a una statua velata dell'Oscurità e il cacciatore si riunisce a Scintilla. In una manifestazione della Città Sognante, Corvo spiega a Cayde che il Testimone lo stava tentando e che la sua corruzione diffusa in tutto il Viaggiatore sta influenzando anche lo Spettro. Decidono quindi di trovare Ikora, raggiungendola vicino ad una manifestazione della Culla di Io. Dopo aver combattuto attraverso l'Alveare di Xivu Arath, la strega dice al Guardiano che il Viaggiatore sta urlando di dolore a causa della corruzione del Testimone e insieme partono per trovare Zavala, stabilitosi in una manifestazione della sua vecchia casetta di famiglia sulla Terra: il suo Spettro, Brocchiero, spiega al Guardiano che Zavala sta resistendo strenuamente alle provocazioni del Testimone, che gli offre un'altra vita con la sua defunta famiglia. Mentre spiega le motivazioni del suo rifiuto ad una statua della moglie, questa assume le sembianze di una strana figura velata ma Ikora lo fa tornare in sè.
L'Avanguardia, di nuovo riunita, attraversa una manifestazione della Vecchia Russia, combattendo i Vex della Divisione Sol lungo il cammino. Corvo rivela a Cayde di aver chiesto a Riven, durante la Stagione dei Desideri, di riportarlo in vita prima di esprimere il 15° desiderio per riuscire ad entrare nel portale. Il Guardiano giunge intanto ad una manifestazione del Cosmodromo e trova il punto esatto in cui venne resuscitato per la prima volta: qui, presso una frattura di Luce, il Viaggiatore gli dona una nuova e potentissima super-abilità, permettendogli di abbattere un intero esercito di centinaia di Corrotti senza la minima fatica; il Guardiano (che sarà da adesso l’unico a poter usare questo nuovo potere), Cayde e Corvo trovano una frattura simile in un settore perduto, dove vengono assistiti da una maliarda lucente amichevole di nome Luzaku. Essa rivela che, guidando un piccolo contingente di Alveare Lucente, si è infiltrata all'interno di una Piramide mentre il Testimone entrava nel Viaggiatore. Quest'ultimo, attraverso la frattura di Luce, concede a Cayde la visione di una linea temporale alternativa in cui il Guardiano è morto da tempo e i Vex hanno messo a ferro e fuoco la Città, perdendo la battaglia ma uccidendo Ikora; gli appare poi il suo defunto Spettro, Danza del Sole, che gli recita il Credo dei guardiani (devozione, coraggio, sacrificio, morte): sospetta quindi che il Viaggiatore gli abbia consigliato di sacrificarsi per una nobile causa in un prossimo futuro. 
Il Guardiano avanza verso il monolite del Testimone, trovando una manifestazione dei suoi ricordi: una città appartenente alla sua specie d'origine, i Precursori. La fede di Zavala verso il Viaggiatore inizia a vacillare, iniziando a considerare alcune affermazioni udite da delle statue velate. La sua insoddisfazione lo spinge a proseguire il cammino verso il Monolite da solo, senza Brocchiero, mentre il resto del gruppo cerca di fermarlo, temendo che il Testimone lo abbia manipolato attraverso le statue velate (che in realtà sembrano in qualche modo andare contro alla malvagia entità, emettendo pianti e lamenti). 
Il Guardiano decide di seguire Zavala con Brocchiero, che comunica con le statue velate per estorcere loro la sua posizione. Si scopre che le statue altro non sono che Precursori dissidenti attualmente legati al Testimone, ma imprigionati poiché non erano d'accordo con la causa dell'entità; queste statue consigliano anche al Guardiano e a Brocchiero di donarsi all'Oscurità per vincere e liberarli. Il gruppo raggiunge Zavala, che entra in una visione dell'Oscurità per affrontare direttamente il Testimone. L'entità gli spiega la propria nascita, mentre i dissidenti velati sussurrano a Zavala che "ciò che è stato fatto può essere disfatto" e di "incontrarli nel luogo in cui è stato creato il Testimone". Il Testimone uccide Brocchiero, che lo stava infastidendo mentre cercava di convincere Zavala a unirsi alla sua causa, e il titano ormai ex guardiano viene estratto a forza dalla visione dai suoi compagni.
Nonostante Zavala sia ora rimasto Senza Luce a causa della morte di Brocchiero, l'Avanguardia avanza verso la manifestazione del Sacrarium, il luogo in cui è stato creato il Testimone attraverso un rituale con il Velo. Il gruppo combatte i nemici; nel frattempo il Testimone, fortemente e sinceramente interessato al Guardiano, cerca di convincerlo a diventare il suo braccio destro una volta portata a termine la Forma Ultima, ma al suo rifiuto decide di affrontarlo direttamente per uccidere lo Spettro e convertire il Guardiano con la forza. Il Viaggiatore quindi dona al Guardiano una spada esotica di pura Luce, chiamata Ergo Sum e lo teletrasporta nell'Oscurità, dove i dissidenti supplicano il Guardiano di distruggerli con la spada per indebolire il Testimone essendo ancora parte dell'entità, ma quest'ultima estromette il Guardiano dopo aver distrutto 3 statue. Gravemente ferito, il Guardiano fugge dal Sacrarium e si teletrasporta sull'HELM, nel frattempo giunto alla guida di Mara, per scappare. L'Avanguardia fugge anch'essa sull'enorme nave spaziale mentre il Testimone, trasformatosi in un essere imponente e grottesco dalle mille braccia, ferisce Zavala e viene rallentato dal Corvo, che ha imparato peraltro ad usare l'Ascia di Ferro donatagli da Lord Saladin. 
Mara dichiara di aver radunato la Coalizione (l'Imperatrice Caiatl, gli Eliksni del Casato della Luce di Mithrax, gli Insonni e una famosa Cacciatrice di nome Micah-10, appartenente al gruppo dei Sei Coyote) per prepararsi all'inevitabile battaglia finale contro il Testimone nel suo monolite. Consiglia al Guardiano di continuare a purificare la corruzione del Testimone all'interno del Cuore Pallido e di indebolire la sua presa sul Viaggiatore (un pretesto per lo svolgimento della quest esotica che ci ricompenserà con la spada Ergo Sum).
Con i preparativi finali completati, il Guardiano recluta 5 compagni e assalta il monolite del Testimone spezzando la sua presa sul Viaggiatore. (Raid Orlo della Salvezza)
Subito dopo Zavala (che si è fatto insegnare la Stasi da Ikora per sostituire la sua Luce perduta) guida la Coalizione nel Cuore Pallido in un ultimo attacco alle forze del Testimone. Il Guardiano, che si trova ancora sul monolite, recluta altri 6 Guardiani formandone un gruppo di ben 12 ed entra di nuovo nell'Oscurità per distruggere le voci dissenzienti del Testimone, paralizzandolo ulteriormente. Lo Spettro si sacrifica quindi per incanalare il potere del Viaggiatore in una grande esplosione di Luce, distruggendo e disfacendo il Testimone una volta per tutte e impedendo la Forma Ultima. Il Guardiano supplica il Viaggiatore di riportarlo indietro, ma l'entità offre a Cayde la possibilità di accontentarlo, sacrificando la sua Luce. Il cacciatore accetta, si dissolve e resuscita lo Spettro offrendogli la propria Luce, rivolgendo un commovente ultimo addio al Guardiano ed entrando a far parte della Luce stessa insieme a tutti i guardiani caduti nel corso dei secoli, non prima di aver selezionato il Corvo come nuova Avanguardia dei Cacciatori.
La gente dell'Ultima Città celebra la sua vittoria dopo secoli di guerra, ma Corvo tiene presente che anche con la morte del Testimone, ci sono ancora le sue forze attive: i Corrotti e gli Infami sono allo sbando, il Casato della Salvezza si è diviso ed Eramis è scomparsa, Xivu Arath si è nascosta, mentre Savathûn e il suo Alveare Lucente stanno cercando di creare una roccaforte nel Cuore Pallido. Inoltre, una strana aurora di energia Prismatica chiamata Valenza ha iniziato a fuoriuscire dal Viaggiatore e ha scagliato 3 oggetti, Echi del Testimone, verso Nessus, l'Atollo e l'Astrocorazzata.
Durante quest'ultimo avviso del Corvo, il Guardiano e lo Spettro contemplano insieme il Viaggiatore dal tetto dell'HELM.

#### Episodio: Echi
Dopo la distruzione del Testimone nel Pallido Cuore, il primo dei 3 Echi del Testimone si schiantò sul planetoide Nessus, causando radicali cambiamenti al luogo e i Vex. Il Guardiano, assistito da Ikora Rey, Osiride e Saint-14, tornò all'Esodo Nero e mise in sicurezza la zona e l'IA Failsafe, che si unì al gruppo e lo indirizzò verso il luogo dello schianto dell'Eco. Dopo aver sbaragliato i Vex, il luogo dello schianto si sigillò da solo, fermando il tentativo di studio di Failsafe. Il gruppo ritornò dunque all'HELM, dove venne allestito un laboratorio di ricerca e collegata Failsafe. Questa spiegò che dopo lo schianto dell'Eco, un misterioso segnale proveniente dal centro di Nessus modificò i Vex dell'asteroide centauro in maniera insolita. Questo segnale si discosta dai classici protocolli degli altri Collettivi Vex, portando i Vex di Nessus a attuare comportamenti insoliti ed essere contraddistinti da dei collari di colore prismatico. Il Guardiano iniziò a raccogliere dati, campioni di Radiolite e componenti Vex dalla superficie di Nessus per studiare la situazione in maniera approfondita, rivelando che l'Eco del Comando è collegato al nucleo planetario di Nessus, causando i cambiamenti a livello geologico tra cui, soprattutto, il prosciugamento del fluido radiolare presente sulla superficie. La presenza dell'Eco attirò, inoltre, l'attenzione della Legione Ombra dei cabal ed il Casato del Crepuscolo dei caduti. Durante gli studi della squadra, Osiride comunicò che Saint-14 scomparve nei pressi di uno dei pozzi Vex nella zona della Cisterna. Durante la discesa nelle profondità del pozzo, la squadra incontrò resistenza dei Vex Corali, simili ai Precursori, mentre sentiva il titano farneticare frasi via radio sul fatto che egli non era il vero Saint di questa linea temporale e che altro non era che una mera copia. Il Guardiano ed Ikora trovarono il titano con addosso un collare prismatico come i Vex e riuscirono a liberarlo e a portarlo all'HELM. Qui Saint spiegò che a capo dello Scisma Nessiano e dei Vex Corali vi era una figura nota come la Guida, la quale sì è connessa a Saint e gli ha inculcato i dubbi che la squadra l'ha sentito ripetere, lasciandolo traumatizzato e dubbioso sul fatto di meritare di essere vivo e di essere la versione ricercata e amata da Osiride dai Corridoi del Tempo. Il Guardiano continuò a discendere nelle profondità del planetoide, affrontando i Vex Corali e raccogliendo dati, arrivando fino al penultimo strato prima del nucleo dell'asteroide centauro. Qui Ikora e Failsafe elaborarono una soluzione per superare i blocchi di sicurezza imposti dai Vex Corali. Il Saint-14 defunto nella Foresta Infinita conteneva una grande banca dati immagazzinati ed era possibile entrare negli archivi di Nessus per poter sfruttare quei dati per trovare la Guida, ma per ottenere tali dati era necessario che il Saint-14 vivo si connettesse al suo io defunto, rivivendo secoli di dolore e lotte. Saint accettò e, insieme ad Osiride ed il Guardiano, entrò nella tomba che i Vex gli dedicarono nella Foresta Infinita e si collegò al suo io originale. Le visioni risvegliarono il suo ardore, permettendogli di superare i suoi timori ed a trovare la strada per raggiungere la Guida. La squadra giunse nel Nucleo Planetario di Nessus, dove trovarono la Guida che si rivelò essere Maya Sundaresh, la scienziata capo del Collettivo Ishatr durante l'Eta dell'Oro (per la precisione, questa è la versione Msund12, dispersa nella rete Vex e dall'aspetto di Lakshmi-2). Maya dichiarò di voler portare una seconda Età dell'Oro nel sistema solare facendo diffondere ovunque il fluido radiolare. La squadra si ritirò all'HELM e mentre Failsafe cercava di ottenere nuovi codici di accesso al Nucleo Planetario, Osiride spigò che Maya Sundaresh, dopo i suoi aberranti esperimenti col Velo su Nettuno, vi entrò e finì nella rete Vex. Quando l'Eco del Comando si schiantò su Nessus, questo attraversò anche la rete Vex, facendo riemergere Maya come la Guida e donandole i poteri. Failsafe riuscì a riottenere l'accesso al Nucleo di Nessus ed il Guardiano vi si addentrò per comprendere quali fossero le intenzioni di Sundaresh (missione esotica Bis). Nella prima infiltrazione, il Guardiano scoprì il laboratorio di Maya e le sue vere intenzioni: Maya stava cercando la versione della moglie Chioma Esi della sua linea temporale (la sue "Età dell'Oro"), per farlo stava caricando una simulazione dopo l'altra delle varie Chioma Esi nei telai modificati lì presenti, interrogandole freddamente e poi smagnetizzandole per trovare la "sua". Il Guardiano, inoltre, distrusse la Mente Corale al Nucleo per rallentare i piani della Guida. Mentre Ikora pensava ad un modo per porre fine alle angherie di Maya, il Guardiano ottenne dati tecnici dall'Exoscienza Bray su Europa per permettere a Failsafe di studiare un telaio Exo che subito dopo rubò nella sua seconda missione nel Nucleo, dove distrusse la seconda Mente Corale che Maya ripristinò. Ikora, infine, elaborò una soluzione, usare gli archivi del Contenimento del Velo di Neomuna per trovare ed isolare il segnale della Chioma Esi che Maya sta cercando (Maya non lo sà poiché la sua influenza è ancora limitata a Nessus). Il Guardiano tornò per l'ultima volta nel laboratorio di Maya, sperando che il ritrovamento della giusta Chioma Esi possa porre fine ai piani della Guida. Purtroppo questa Chioma Esi era già stata trovata ed uccisa da Maya Sundaresh in quanto non gli si è dimostrata fedele ma, anzi, odiandola per le atrocità commesse contro gli scienziati di Ishtar. Il Guardiano distrusse la terza reiterzione della Mente Corale ed insieme ad Ikora e Saint, raggiunse la Guida per affrontarla. Maya cercò di imporre il potere dell'Eco del Comando sui tre dell'Avanguardia ma questi riuscirono a resistergli e danneggiarla, costringendola a fuggire nuovamente nella rete Vex insieme all'Eco ma lasciando il processo di conversione del Nucleo di Nessus inattivo.

#### Episodio:  Redivivo
Il Guardiano e la neo-Avanguardia dei Cacciatori, Corvo, vennero ingaggiati per una missione di soccorso di civili Eliksni del Casato della Salvezza su Europa, dove una strana specie di Infami stava rapendo vivi gli abitanti di Neo-Riis. I due agenti giunsero sul luogo per soccorrere i civili, affrontando questi infami chiamati Na-Veskiriks, ovvero "non senzavita". Arrivato a Neo-Riis, il Guardiano scoprì che Fikrul il Fanatico era tornato, brandendo il potere di uno degli Echi del Testimone per corrompere e trasformare l'Etere degli Eliksni vivi in Infami Redivivi. Sul luogo era presente anche la Kell della Salvezza Eramis, che venne catturata viva dai due agenti dell'Avanguardia e portata sull'HELM per essere scortata all'Ultima Città. Proprio mentre un Ketch del Casato della Salvezza stava per ingaggiare l'HELM per salvare Eramis, Fikrul attaccò l'ammiraglia dell'Avanguardia, usando il potere dell'Eco per trasformare i Caduti del Ketch in Infami, i quali speronarono l'HELM e lo fecero schiantare su Europa. Grazie all'intervento di Failsafe (ancora collegata alla nave dall'episodio precedente), l'HELM venne recuperato e l'equipaggio sopravvisse allo schianto. Ritornati in città, il Guardiano si incontrò con Variks, Mithrax ed Eido per iniziare a pianificare le prossime mosse contro gli Infami Redivivi. Mithrax nominò il Guardiano come suo Barone Flagello, ovvero un cacciatore di bestie della vecchia cultura Eliksni di Riis, e gli affiancò la figlia Eido per aiutarlo ad affrontare gli Infami tramite l'uso di speciali tonici. Il Kell della Luce era però afflitto dalla maledizione di Nezarec a causa dei manufatti oscuri recuperati in precedenza (vedasi Stagione dei Tesori) ed Eido intendeva studiare e testare il più possibile sui tonici, sperando di trovare una cura per il padre. Il Guardiano partecipò insieme al Corvo alle operazioni di salvataggio di civili Eliksni per arginare l'avanzata di Fikrul e collaborò alla ricerca di Eido sui tonici recuperando ingredienti rari e ricerche. Su suggerimento di una riluttante e schiva Eramis, ora rinchiusa in prigione nel quartiere del mercato in Città, Il Guardiano ed il Corvo si diressero alla Tomba dei Kell sulla Riva Contorta per trovare altri prigionieri da liberare. Trovando di sorpresa Fikrul sul posto, il Corvo tentò di dialogarci, sperando che il ricordo di Uldren facesse peso su di lui, ma senza successo. Durante le operazioni contro gli Infami Redivivi, il Guardiano venne anche ingaggiato dal Ragno per indagare su una stazione orbitale della Braytech in rovina nell'orbita di Europa (dungeon Comando del Vespro). Qui il Guardiano scoprì che un largo numero di fuggiaschi del Casato della Salvezza costruì una imponente e misteriosa macchina di stampo Vex, denominata l'Anomalia, la quale, a detta della IA della Stazione Vespro, venne usata per inviare un messaggio misterioso. Il Guardiano distrusse le aberrazioni meccaniche presenti in loco, eliminando la Burattinaia Corrotta e indagando approfonditamente per sbloccare le informazioni precluse alla IA Astrea. La Stazione Vespro era un altro dei siti di sperimentazione di Clovis Bray I, dove fece rinchiudere e sperimentare una Mente Vex modificata per essere riprogrammabile. Quando la Stazione orbitale della Cripta di Pietrafonda precipitò su Europa, una parte colpì quella del Vespro, rilasciando la mente Vex che iniziò a rapire e corrompere i rifugiati del Casato della Salvezza che successivamente giunsero lì. Nel frattempo le operazioni contro gli Infami Redivivi si concentrano sulla vecchia Prigione degli Anziani, ancora attiva e regolarmente saccheggiata dalle varie fazioni. Il Guardiano respinse le forze nemiche e superò anche le sfide che il Servitore Vegliante gli propose nuovamente, aiutando Eido a trovare informazioni su una vecchia speziale Eliksni di nome Ixis, sopravvissuta alla caduta di Riis. Il Guardiano trovò nuovamente Fikrul nella Prigione, dove questi rianimò col suo potere il Kell dei Lupi Skolas come Infame e poi fuggì, ma non prima che il Guardiano e la squadrà scoprirono che l'Eco conteneva le memorie di Riis, il mondo natale dei Caduti. Tornati in Città, Eido convinse il Guardiano a liberare Eramis dalla sua cella, sperando di ottenere la sua fiducia. Vennero scoperti dal Corvo che, però, propose alla Kell di aiutare la squadra nelle operazioni contro Fikrul in cambio di protezione. Le informazioni raccolte dal Ragno permisero, infine, di scovare la base principale degli Infami Redivivi, una vecchia torre di guardia degli Insonni sulla Riva Contorta (missione esotica La Caduta del Kell). Il Guardiano assaltò due volte la base di Fikrul, affrontando diversi dei vecchi baroni Infami uccisi in precedenza, riuscendo anche a trovare la speziale Ixis, la quale stava studiando i Redivivi di sua iniziativa e permettendole di fornire ad Eido informazioni aggiuntive sulla preparazione dei tonici. Nonostante le condizioni di Mithrax peggioravano e le conoscenze acquisite non diedero soluzioni sul rimuovere la maledizione di Nezarec, Eido riuscì a distillare uno speciale tonico infuso di Luce da iniettare a Fikrul per poterlo disgregare definitivamente. Il Guardiano assaltò la rocca degli Infami un'ultima volta e sconfisse Fikrul, riuscendo ad iniettare il tonico ed eliminandolo. L'Eco di Riis prese vita e, proprio mentre Mithrax ed Eramis stavano per rubarselo a vicenda, a lei venne mostrata una visione del mondo natale dei Caduti e una promessa per un nuovo futuro per gli Eliksni. L'Eco scelse di cedersi ad Eramis e Mithrax venne soggiogato dalla maledizione di Nezarec, ma la Kell della Salvezza usò il nuovo potere acquisito per indondarlo di Luce, purificando Mithrax. Eramis venne quindi lasciata libera di andarsene via dal Sistema Solare con l'Eco per costruire una nuova casa per gli Eliksni, lontano dal Viaggiatore e dalla Terra. Con la situazione nuovamente sotto controllo, il Guardiano sgominò le restanti forze degli Infami Redivi e tornò ancora alla Prigione degli Anziani, dove distrusse il rinato Skolas e chiuse la questione definitivamente. 

## Modalità di gioco
In Destiny 2 ci sono molte modalità di gioco differenti tra loro, sia PvE che PvP, dalle più semplici a quelle che richiedono molte ore e numerosi tentativi per essere completate.

### Assalti

#### Playlist dell'Avanguardia / Operazioni dell'Avanguardia
Gli assalti della playlist dell'Avanguardia sono attività PvE a 3 giocatori con matchmaking, molto semplici da svolgere. Si gioca un assalto casuale tra quelli disponibili in gioco, e ogni giorno ci sono diversi modificatori, che possono essere dei bonus, come infliggere più danni con le granate, o dei malus, come più danni subiti mentre si è in volo, per il giocatore. Da l'Eclissi, inoltre, anche se i giocatori hanno un potere estremamente superiore a quello dell'attività, i nemici non saranno più facili da uccidere. In genere si svolgono in circa 10/15 minuti. Saranno presenti anche campi di battaglia, vecchie attività stagionali arrivati per la prima volta con la stagione dei Prescelti, riusati nella stagione dei Risorti e nella stagione dei Serafini. La differenza con i normali assalti è che i nemici si rigenerano all'infinito, perciò hanno moltiplicatori di punteggio minori, e non è presente una zona limitata.

#### Cala La Notte
Simili a quelli del primo capitolo, ma di maggiore difficoltà e con premi caratteristici, gli assalti Cala La Notte sono a rotazione fissa per una settimana. Ci sono tre difficoltà disponibili: Eroe, Leggenda e Maestro, in ordine di difficoltà crescente. Ad Eroe è disponibile il matchmaking, mentre le altre, quelle più difficili, ne sono sprovviste, in quanto serve maggior coordinazione per il completamento, visto che saranno presenti più malus per il giocatore, e il livello dei nemici sarà sempre maggiore. Inoltre saranno presenti dei nemici con particolari meccaniche, i Campioni (introdotti a partire da Shadowkeep), che per essere uccisi in maniera agevole è necessario l'utilizzo di particolari modifiche al proprio equipaggiamento oppure con l'uso di specifici debuff elementali delle sottoclassi. Negli assalti Cala la Notte viene valutato il punteggio che la squadra ottiene alla fine dell'attività, il quale può essere di bronzo, argento, oro o platino in base al fatto che la squadra abbia abbattuto o meno i Campioni.

#### Cala La Notte Gran Maestro
Come i Cala La Notte, ma a difficoltà ancora maggiore. I Campioni presenti saranno in maggiore quantità, i nemici saranno più resistenti e infiggeranno danni ancora maggiori. Inoltre, le rianimazioni saranno limitate, e se tutto il team dovesse morire, l'attività si concluderà in automatico. Sono quindi una delle attività di punta PvE all'interno del gioco. Le ricompense saranno ovviamente di qualità maggiore rispetto alle difficoltà più facili, in questo caso le armi ottenute saranno Affinate, ovvero che possono usare speciali modifiche che hanno benefici maggiori delle varianti normali. In generale, anche se dipende molto da quale Cala La Notte si vuole completare, ci si impiega dai 20/25 minuti fino anche a 45 minuti per finire l'attività. Completare un Gran Maestro con punteggio di platino ricompensa con l'arma settimanale del Cala la Notte in versione Affinata e speciali Cifratori che possono essere usati per acquistare ulteriori armi Affinate dal Comandante Zavala in Torre.

### Azzardo
Modalità inserita con l'espansione I Rinnegati. È un'attività mista PvE e PvP 4 vs 4, in cui un giocatore può invadere l'altra squadra per uccidere gli altri giocatori. Ogni squadra ha come obiettivo il riempimento di una banca, posta al centro della mappa, con delle particelle, le quali verranno rilasciate dai nemici uccisi presenti in tre diverse aree della mappa. Se vengono depositate 5 particelle viene inviato un assediante piccolo (goblin corrotto potente) dalla banca avversaria, se 10 sarà uno medio (falange corrotta potente), se 15 (il massimo trasportabile) uno grande (cavaliere corrotto mini-boss). Quando uno assediante viene inviato, la banca vittima viene bloccata e non è possibile depositare particelle finche tutti gli assedianti (massimo 4) vengono sconfitti. Quando più di un assediante è presente sulla banca vittima, questa a velocità dipendente da quanti e dal grado di assedianti presenti, perderà particelle che andranno alla banca avversaria. Ogni 40 particelle depositate, il portale per invadere il campo avversario si attiverà; questi si attiverà periodicamente quando il Primordiale viene evocato. Una volta riempita la banca, nascerà un boss da sconfiggere. La prima squadra che lo eliminerà otterrà la vittoria.

### Crogiolo
Il Crogiolo è la modalità di gioco PvP presente in Destiny. Ci sono molte modalità, alcune 6 vs 6, altre 3 vs 3, oppure la classica "tutti contro tutti", insieme ad un "laboratorio".

#### 6 vs 6
Le modalità Pandemonio, Controllo Impetuoso, Squadra al Rogo, Frattura e Rissa sono a rotazione settimanale. Zone di Controllo non è attualmente disponibile.
Partita Veloce: Partite dalla durata di circa 10 minuti in cui ci sono due modalità di gioco: Scontro, in cui semplicemente la squadra che effettuerà più uccisioni vince la partita, o Controllo, simile a Scontro ma con 3 zone da conquistare per la mappa. Più zone si avranno e più punti si fanno ad ogni uccisioni.
Pandemonio: Il tasso di ricarica di granate, corpo a corpo e Super è altamente accelerato, le munizioni pesanti appariranno più frequentemente e quindi si avranno partite più rapide e frenetiche.
Controllo Impetuoso: Il radar è assente, le abilità si ricaricano solo uccidendo gli avversari e la vita che si ha è molto minore, quindi bastano pochi colpi di qualsiasi arma per sconfiggere un avversario.
Squadra al Rogo: Modalità in cui è possibile uccidere solo con un Cannone Rovente, arma tipica dei Capitani Caduti.
Zone di Controllo: Simile a Controllo, ma i punti non si ottengono con le uccisioni, ma ogni tot secondi, in base al numero di zone sotto controllo.
Frattura: Modalità in cui un giocatore della squadra deve recuperare una Scintilla, che compare al centro della mappa, e depositarla nella base avversaria per ottenere un punto.
Stendardo Di Ferro: Questa modalità di gioco compare solo tre settimane ogni stagione, quindi è classificabile come evento a tempo. Prende il posto della Partita Veloce. Ci sono ricompense esclusive, con anche un Sigillo da ottenere. Le modalità di gioco sono differenti stagione per stagione. Attualmente, nella stagione dei Serafini, si compete in una modalità simile a Zone di Controllo, ma, due volte per partita, compare una zona al centro della mappa presieduta da torrette Scorpius Cabal. La squadra che riuscirà a sconfiggerle, a conquistare la zona e a tenerla per circa 30 secondi otterrà molti punti.

#### Rissa
Classica modalità tutti contro tutti, con 6 guardiani uno contro l'altro. Chi effettuerà 20 uccisioni o ha più uccisioni allo scadere del tempo vince la partita.

#### Laboratorio del Crogiolo
In questa modalità vengono testate alcune modalità di gioco, e ruotano ogni settimana. Come ad esempio, Frattura 3 vs 3 su mappe asimmetriche.

#### 3 vs 3
Sopravvivenza: Ogni squadra ha 4 vite disponibili. La squadra che farà finire le vite agli avversari, e li metterà fuori gioco, ottiene un punto. Si conclude a 3 punti ottenuti. Giocabile nella modalità Competitiva.
Eliminazione: Deathmatch con zero vite per ciascuna squadra, con rianimazioni abilitate. Ogni qual volta una squadra riesce ad abbattere tutti e 3 gli avversari, vince il round. A 5 round vinti la partita è conclusa. In situazione di 4 round pari, il round decisivo verrà conteso anche per via di una singola zona conquistabile al centro della mappa.
Prova di Forza: Simile a Scontro, ma con le rianimazioni abilitate. Ogni guardiano sconfitto vi farà ottenere un punto, ma se gli avversari riescono a rianimare in tempo il loro compagno di squadra, vi sottrarranno il punto appena guadagnato. La squadra che ottiene 10 punti, vince il round. Si gioca al meglio di 5 round.
Prove di Osiride: Modalità d'eccellenza e di end game per il PvP di Destiny. Presente anche sul primo capitolo, una squadra composta da 3 giocatori deve ottenere 7 vittorie in modalità Eliminazione senza mai perdere per ottenere l'accesso al Faro, dove Saint-14 elargirà ai vincitori ricompense esclusive. Le partite si svolgono su mappa fissa 3 vs 3. Chi viene abbattuto, per rientrare in gioco deve essere rianimato dai propri compagni. La squadra che metterà KO l'intero team avversario otterrà un punto. Il team che raggiungerà per primo 5 punti vince la partita. Questa versione competitiva di Eliminazione, però, è presente solo nel fine settimana, dal venerdì fino al martedì successivo. Dalla stagione dei Perduti è accessibile solo a chi possiede l'ultima espansione annuale.
Competitive: Modalità competitiva di Destiny. Le modalità di gioco possono essere Sopravvivenza o Detonazione. Ci sono diversi gradi: Rame, Bronzo, Argento, Oro, Platino, Adepto e Ascendente. Ovviamente, se vinci ottieni dei punti, mentre se perdi te ne verranno sottratti. Per il calcolo dei punteggi guadagnati o persi, oltre alla vittoria, vengono presi in considerazioni altri parametri, come le uccisioni e i punti fatti durante la partita, e le abilità dei giocatori contro di voi. Ad esempio, se perdi una partita ma sei stato comunque il migliore della tua squadra, ti verranno sottratti pochi punti. Idem se perdete 5 a 0 contro avversari decisamente più forti. Loro guadagneranno pochi punti e voi ne perderete pochi. Per salire di grado, o per evitare di essere retrocessi dopo aver perso dei punti, bisogna partecipare alla Serie di Promozione, o Retrocessione. Bisogna vincere 2 partite su 3 per salire al grado più in alto, oppure per evitare di essere retrocessi a quello sottostante.

### Missioni Esotiche
Nella sezione di attività Storiche del Navigatore e in alcune parti specifiche delle destinazioni è possibile affrontare delle speciali missioni che premiano con armi esotiche ad esse relative. Nella sezione Storica è possibile selezionare le missioni I Sussurri, Ora Zero e una missione esotica in rotazione settimanale precedentemente disponibile come attività stagionale. Nella attuale rotazione settimanale sono presenti le missioni Presagio, Vox Obscura, Operazione: Scudo del Serafino, //NODE.OVRD.AVALON// e Sotto Contraria Stella.

### Incursioni
Sono attività PvE da 6 giocatori sprovviste di matchmaking, equiparabili in una certa maniera alla tipica modalità dei Raid negli MMORPG, ove in Destiny si presenta in modo completamente unico nel suo genere, in quanto la comunicazione e il gioco di squadra, fondamentali per il suo completamento, si ibridano con la natura tipicamente FPS del gioco. Rappresentano anche l'end game PvE di Destiny. Ogni incursione è suddivisa in diversi step e fasi di intermezzo che li separano. Ogni step ha diverse meccaniche da svolgere, e ogni giocatore avrà un ruolo differente da svolgere per far sì che la squadra ottenga la vittoria. Attualmente, in gioco sono presenti: La Volta di Vetro, La Caduta di un Re, La Fine di Crota, (incursioni di Destiny 1 ma riportate aggiornate sul secondo capitolo), Ultimo Desiderio, Giardino della Salvezza, Cripta di Pietrafonda, Promessa del Discepolo, La Radice degli Incubi e Orlo della Salvezza. Alcune di esse sono provviste di difficoltà Maestro, in cui è possibile ottenere equipaggiamento potenziato (Armi affinate con più opzioni di perk e modifiche) e armature leggendarie dell'Artificio (che permettono di distribuire punti aggiuntivi di statistiche). 

### Segrete
Attività PvE da svolgere fino a 3 giocatori, equiparabili ai Dungeon. Sono più corte delle Incursioni, avendo tre step con fasi di intermezzo tra loro, ma sono comunque presenti delle meccaniche particolari da svolgere per il loro completamento. È possibile affrontare le Segrete e completarle in solitaria per una maggiore sfida e riuscire a terminare una Segreta in solitaria senza morire fornisce un emblema unico. Ovviamente è richiesta un'eccellente preparazione per fare ciò, oltre che numerosi tentativi e fallimenti. Attualmente in gioco sono presenti: Trono Infranto, Fossa dell'Eresia, Profezia, Morsa della Cupidigia, Dualità, Pinnacolo dell'Osservatrice, Spettri del Profondo, Rovina della Signora della Guerra e Comando del Vespro.

### Cacce all'incubo
Attività introdotta con Ombre dal Profondo che si mostra come una specie di assalto incentrato su l'eliminazione di specifici Incubi sulla Luna, prevede anche Campioni e nei scontri coi boss ci sono mini-boss con scudi molto resistenti, le difficoltà sono Adepto, Eroe, Leggenda e Maestro, la prima non ha campioni e insieme a Eroe ha il matchmaking.

### Cacce all'impero
Simili a quelle della Luna, vengono introdotte con Oltre la Luce, l'obbiettivo è uccidere rispettivamente La Guerriera, Il Tecnocrate o L'Oscura Sacerdotessa. Può essere giocata in 2 modi: attraverso una quest ripetibile che può essere presa da Variks, su Europa, o con una versione più difficile che ha il matchmaking, in cui ci sono Campioni e modificatori, con difficoltà Eroe (unica con matchmaking) Leggenda e Maestro, e anche l'unica fonte fonte per ottenere il fucile di precisione esotico Nemboassalto.

### Sorgente
Arena introdotta con La Regina dei Sussurri, che con difficoltà Normale (con matchmaking) e Leggenda, che si ruota in 2 modalità ogni giorno: Difesa e Attacco. In Difesa bisogna difendere la Sorgente dall'attacco degli Infami: prima caricarla mentre orde di Infami invadono il posto, poi distruggere tutti i cristalli dell'oscurità mentre uccidono gli Infami e infine bisognerà uccidere un Boss per completare l'attività. In Attacco, invece, bisogna fare il percorso opposto, prima trasportando una scheggia della piramide fino a all'ingresso della Sorgente per aprirlo, nel mentre sopravvivendo alle orde dell'Alveare, dopo bisogna fermare il rituale delle maliarde e ucciderle, così da rendere vulnerabili i sigilli al centro, infine bisogna uccidere il Boss.

### Settori perduti leggendari e maestro
Inizialmente introdotti nella Stagione 10 come contenuto stagionale, con Oltre la Luce sono diventati gratuiti per tutti i giocatori. Sono una versione più difficile dei normali settori perduti, con un livello di potere alto, modificatori e campioni, ogni campione ucciso garantisce una vita extra, che se terminate tutte sarà fallimento. Quelli maestro sono ancora più difficili con modificatori più pesanti e più campioni. Il completamento può premiare con armi di varia provenienza ed engrammi esotici, che hanno tassi di ottenimento più alti nei settori maestro, oltre che a materiali di potenziamento.

### Sovraccarico Terminale
Introdotta con L'Eclissi, questa attività si svolge a rotazione giornaliera in una delle tre aree pubbliche di Neomuna, in cui bisogna respingere gli assalti dei Cabal e dei Vex che tentano di penetrare le difese virtuali di NuvolArc. Completare l'attività permette di ottenere equipaggiamento di Neomuna da delle casse apribili tramite chiavi ottenibili svolgendo attività di qualsiasi tipo su Nettuno.

### Zona di Incursione Vex
In una delle tre aree pubbliche di Neomuna, la rete Vex si affaccia sulla realtà e da qui sarà possibile avviare le missioni Partizione dopo aver completato la taglia settimanale di Nimbus per ottenere i codici di accesso ad essa. Ogni tanto è possibile inizi il raro evento Assalto Sovrannumerato, in cui bisogna distruggere 6 boss Minotauri Vex velocemente per bloccare l'assalto, ottenendo equipaggiamento esotico in cambio.

### Rovesciamento
Nel Pallido Cuore, dopo aver completato la campagna, è possibile affrontare le forze nemiche in tre aree in una serie di eventi e attività per avanzare in 3 livelli di intensità, aumentando gradualmente la presenza nemica fino ad arrivare al quarto stato in cui si affronta un boss con una meccanica legata all'area. Inoltre, è possibile ottenere la spada esotica Ergo Sum completando l'attività nell'area di rotazione giornaliera, dopo aver sbloccato l'arma con la relativa impresa.

### Attività stagionali
Sono diverse attività PvE da 3 o 6 giocatori che cambiano ogni stagione, e sono i contenuti primari da svolgere durante una stagione per progredire con la storia, e per ottenere nuovo equipaggiamento.

## Classi
Come per il primo capitolo della saga sono presenti tre classi, Titano, Cacciatore e Stregone, e, per ognuna di esse, tre sottoclassi della Luce (per ognuna c'è una scelta di due o addirittura tre Super differenti), simili a Destiny 1 ma con sostanziali differenze e una maggiore personalizzazione di Builds e strategie di combattimento. Inoltre sono presenti due sottoclassi inerenti all'Oscurità, chiamate Stasi, disponibile per chi ha completato la campagna dell'espansione Oltre La Luce, e Telascura, ottenibile con l'espansione Eclissi. Ogni sottoclasse dà la possibilità di personalizzare il tipo di salto, granate, corpo a corpo caricati, abilità di classe, Super, nature e frammenti. Più precisamente, frammenti e granate di un elemento sono comuni per tutte e 3 le classi mentre tutti gli altri aspetti son diversi in base alla classe (es. i cacciatori come abilità di salto eseguono un doppio salto,  i titani invece hanno una spinta jetpack che li eleva). Con l'arrivo di La Forma Ultima è stata aggiunta la sottoclasse Prismatica per tutte e tre le classi, la quale permette di combinare le abilità sia di Luce che Oscurità e attivare la Trascendenza, uno stato che potenzia il Guardiano temporaneamente aumentando i danni inflitti, la resistenza, la velocità di carica delle abilità e fornendo la possibilità di usare delle speciali granate prismatiche.

### Titano
Il Titano come abilità di classe è in grado di evocare una barriera che funge da barricata contro i nemici oppure una più piccola che velocizza la ricarica delle armi e le rende più stabili e precise. La sottoclasse ad arco può anche usare una spinta jetpack laterale al posto delle barricate.
- Assaltatore (Arco): si carica di energia ad Arco e può scagliarsi su un bersaglio generando un'enorme onda d'urto e tirando delle spallate, fino al termine della carica.(Pugni della Distruzione). Oppure può lanciarsi come un missile a terra dal danno elevato e lasciare per terra dei fulmini che continuano a fare danno (Collisione Fulminea).
- Sentinella (Vuoto): evoca uno scudo che può essere usato per parare i colpi frontali e attaccare corpo a corpo, potendolo anche lanciare contro i nemici (Scudo della Sentinella) Oppure è possibile evocare la Guardia dell'alba, super abilità del Difensore nel primo capitolo, che consiste in una cupola che para tutti i danni esterni, e inoltre fornisce un bonus ai danni delle armi una volta usciti. Inoltre, con la nuova super introdotta in La Forma Ultima, Arsenale del Crepuscolo[8], è possibile scagliare tre asce da vuoto che indeboliscono all'impatto e che, successivamente, potranno essere raccolte dagli altri giocatori.
- Spezzasole (Solare): consiste in un martello infuocato utilizzato per devastare i nemici con il lancio dello stesso (Martello di Sol). Oppure può imbracciare un grosso martello che può far roteare o sbattere al suolo (Maglio ardente).
- Behemoth[9] (Stasi): evoca un guanto di stasi che permette di colpire il terreno per creare un'onda d'urto che congela i bersagli ed emette cristalli di stasi. Con l'attacco leggero, invece, scatta in avanti per infliggere danni Corpo a Corpo, e frantumando i cristalli precedentemente creati (Scossa glaciale).
- Berserker (Telascura): evoca delle lame con cui lanciarsi in mezzo alla mischia, Sospendendo i nemici con l'abilità di classe e ottenendo enorme resistenza ai danno grazie a Maglia Intessuta (Furia tagliente).
- Titano Prismatico: durante la Trascendenza, il titano può lanciare delle granate sospensive di Telascura che bloccano i nemici in aria e li scossano con energia ad Arco.

### Cacciatore
Il Cacciatore come abilità di classe può eseguire una capriola per schivare e per ricaricare l'energia corpo a corpo se eseguita vicino a un nemico oppure ricaricare l'arma equipaggiata. La sottoclasse solare può anche eseguire un altro tipo di schivata che potenzia gli alleati vicini.
- Pistolero (Solare): evoca una potente Pistola d'Oro con tre colpi, più precisa, o a sei colpi, per lanciarsi in mezzo alla mischia. Oppure può evocare una pioggia di coltelli esplosivi dal danno elevato (Sbarramento Affilato).
- Fulminatore (Arco): rivisitazione della Lama danzante del primo capitolo, evoca una lunga staffa con cui può attaccare i nemici in modo acrobatico, con un raggio d'azione più esteso, e può far volteggiare il bastone davanti a sé e respingere i colpi nemici (Bastone ad Arco). Oppure può lanciare questo bastone, che si conficca per terra o sul nemico colpito per infiggere danni nel tempo (Tempesta incombente). Inoltre, con la nuova super introdotta in La Forma Ultima, Tempesta Saettante[10], è possibile lanciarsi contro i nemici, teletrasportandosi, ed infliggere notevoli danni ad area, facendo roteare un pugnare pregno di energia dell'Arco.
- Predatore della notte (Vuoto): consiste in un arco da caccia fatto di energia da Vuoto che permette di stordire e immobilizzare i nemici colpiti dalle sue frecce. Le frecce possono rilasciare una singola trappola dalla portata incatenante molto grande o essere sparate in due raffiche da tre che danneggiano pesantemente i nemici (Scoccata dell'Ombra) Oppure può evocare un paio di letali lame da vuoto e aggirarsi furtivamente sul campo di battaglia (Lame spettrali).
- Revenant[11](Stasi): evoca due kama di stasi che vengono lanciati in successione. Il primo crea un'esplosione gelida che congela e danneggia i bersagli. Il secondo crea una tempesta di stasi che rallenta e frantuma i bersagli e continua ad aggirarsi sul campo di battaglia inseguendo i nemici (Silenzio e Fragore).
- Valicatori (Telascura): evoca un lungo lazo con cui fare veloci e letali attacchi diretti o un grande attacco a vortice per eliminare grandi quantità di nemici (Assalto di Seta), è anche la miglior sottoclasse per usare rampino dato che una natura lo potenzia.
- Cacciatore Prismatico: durante la Trascendenza, il cacciatore può lanciare delle granate Picco che emettono inizialmente un torrente di Stasi per rallentare i bersagli, per poi esplodere in un torrente di energia Solare che brucia e innesca chi viene investito.

### Stregone
Lo Stregone può evocare una pozza di energia paracausale che rigenera in fretta la salute o aumenta il danno delle armi. La sottoclasse solare può anche eseguire una picchiata per atterrare al suolo, curando gli alleati vicini.
- Camminatore del Vuoto (Vuoto): lancia una sfera di Luce del Vuoto che uccide diversi nemici una volta arrivata a terra. È possibile renderla lenta ma in grado di inseguire i nemici e rilasciare frammenti a ricerca o fare in modo che crei un campo di energia a vuoto che attira i nemici al suo interno e li danneggia di continuo (Bomba Nova). Oppure può liberare esplosioni di energia dal proprio corpo, teleportasti in avanti e esplodere nuovamente, in un medio lasso di tempo (Distorsione Nova).
- Lama dell'Alba (Solare): rivisitazione del Cantore del Sole, si circonda di energia solare facendo comparire delle ali e una spada Solare con la quale si possono tirare fendenti di fuoco dalla distanza (Alba nascente). Oppure può conficcare la spada per terra per creare una pozza dalle dimensioni notevoli, che fornisce rigenerazione della vita e aumento dei danni a tutti i giocatori al suo interno (Sorgente di Radianza). Inoltre, con la nuova super introdotta in La Forma Ultima, Canto della Fiamma[12], è possibile potenziare le proprie abilità solari, far infliggere bruciatura alle proprie armi e guadagnare una notevole resistenza ai danni per un breve periodo di tempo.
- Evocatempeste (Arco): il giocatore può lanciare fulmini concatenati dalle proprio mani e teletrasportarsi per brevi tratti (Trance della tempesta). Oppure può scagliare un raggio a lunga gittata di energia ad Arco (Onda del Caos).
- Vincolatore dell'ombra[13] (Stasi): evoca un bastone di stasi che scaglia una raffica di frammenti di stasi che congela i bersagli. Una volta congelati dei nemici, può creare un'onda d'urto che frantuma tutti i bersagli congelati (Ira Invernale).
- Tessitori della Schiusa (Telascura): simile al Camminatore del Vuoto, lancia un insieme di tessutoidi che vanno alla caccia dei nemici nelle vicinanze (Tempesta d'aghi).
- Stregone Prismatico: durante la Trascendenza, lo stregone può lanciare delle granate Vortice che infliggono danni da Stasi e da Vuoto, rallentando e attirando i bersagli nel loro epicentro, per poi esplodere in uno scoppio che causa Soppressione.

## Espansioni

### Anno 1
Nel corso del primo anno di vita del gioco, ne sono uscite due espansioni, una chiamata "La Maledizione di Osiride", incentrata sull'omonimo personaggio e ambientata sul pianeta Mercurio nella cosiddetta Foresta Infinita; la seconda chiamata "La Mente Bellica", ambientata nella calotta polare di Marte, in cui i Guardiani erano chiamati a difendere il nucleo originale della Mente Bellica Rasputin da una divisione dell'Alveare fedele al loro dio Xol. Queste due espansioni, insieme alla campagna della Guerra Rossa, sono state rimosse dal gioco e non più giocabili e acquistabili.

### Anno 2
Il secondo anno di vita di Destiny 2 ha portato all'uscita della prima grande espansione, il 4 settembre 2018, I Rinnegati, con protagonista il celebre guardiano Cayde-6. Uscirono nuove ambientazioni, la Riva Contorta e la Città Sognante, l'incursione Ultimo Desiderio, la segreta Trono Infranto e molto altro, come la modalità di gioco Azzardo, nuovi assalti e nuove mappe PvP. È stata poi susseguita dalle prime tre stagioni, l'Armeria Nera, Azzardo Cosmico e Penumbra.
I contenuti de I Rinnegati sono stati parzialmente rimossi dal gioco in seguito alla pubblicazione dell'espansione La Regina dei Sussurri, nel 2022. In particolare, la campagna non è più accessibile, così come la Riva Contorta ed altri contenuti minori. Per stessa ammissione di Bungie, la "vera" saga finale di Destiny 2 ha infatti avuto inizio a partire da Ombre dal Profondo, nel 2019, da cui la decisione - sopraggiunta anche per ragioni di dimensioni del client di Destiny 2 - di rimuovere del tutto o parzialmente dal gioco quanto fatto in precedenza.

### Anno 3
Ombre dal Profondo fu la seconda grande espansione, uscita il 1º ottobre 2019. Fece ritorno la Luna e il personaggio di Eris Morn. Siamo guidati all'interno delle profondità lunari a scoprire il perché molti dei nostri nemici del passato siano ritornati sotto forma di Incubi. Come in ogni espansione, furono resi disponibili nuovi assalti e nuove attività, tra le quali l'incursione Giardino della Salvezza, ambientata del Giardino Nero, e la segreta Fossa dell'Eresia. Le stagioni successive furono la stagione dell'Intramontabile, uscita in concomitanza dell'espansione, dell'Alba, dell'Intrepido e degli Arrivi, la quale portò anche una nuova segreta, Profezia. Inoltre, Bungie rende free-to-play Destiny 2, dando gratuitamente ai nuovi giocatori, chiamati New Lights, l'accesso al gioco, tutto il contenuto Anno 1, parte del contenuto delle stagioni dell'Anno 2 e la prima missione e l'esplorazione per ogni espansione futura, oltre che alla prova singola delle attività stagionali, il pass stagionale gratuito, gli eventi annuali, il contenuto end-game della sezione Leggende, tutte le attività rituali (assalti, crogiolo, stendardo di ferro e azzardo) ad eccezione dei Cala la Notte di assalti bloccati dietro i DLC (nella playlist degli assalti anche codesti vengono riprodotti anche per chi non ha l'espansione associata) e alle Prove di Osiride (giocabili solo possedendo l'ultima espansione uscita, metodo usato per sopprimere l'uso di cheat in modo che costerebbe tanto).

### Anno 4
Il 10 novembre 2020 uscì l'espansione Oltre la Luce, ambientata sulla luna ghiacciata Europa. Il ritorno della misteriosa quanto affascinante Ignota Exo, intenda ad aiutarci per fermare la pericolosa Kell del nuovo Casato della Salvezza Eramis, il nuovo potere dell'Oscurità che impariamo a padroneggiare, la Stasi, e l'incursione nella leggendaria Cripta di Pietrafonda, luogo d'origine degli Exo, sono solo alcune delle aggiunte di suddetta espansione. Nel corso dell'anno, le quattro stagioni rese disponibili furono la stagione della Caccia, degli Eletti, del Tecnosimbionte, nella quale fece ritorno l'incursione di Destiny 1, La Volta di Vetro, e dei Perduti. A seguito dell'uscita di La Forma Ultima, la campagna di Oltre la Luce e lo sblocco della sottoclasse da Stasi sono disponibili gratis per tutti i giocatori, gli altri contenuti sono invece ora un pacchetto a parte da acquistare.

### Evento 30 anni di Bungie[19]
Poco prima dell'uscita de La Regina dei Sussurri, è uscito un pacchetto aggiuntivo, da acquistare separatamente, il quale ha aggiunto in gioco una nuova segreta, Morsa della Cupidigia, con all'interno armi storiche di Destiny 1, un nuovo set di armature e il ritorno del leggendario Gjallarhorn. Per tutti i giocatori, invece, hanno aggiunto una nuova attività, con armi e armature ispirate ai vecchi giochi di Bungie e l'arma esotica Precursore, chiaro riferimento al videogioco Halo, i cui primi capitoli sono stati sviluppati proprio da Bungie.

### Anno 5
La Regina dei Sussurri è stata pubblicata il 22 febbraio 2022. In questa espansione, i guardiani devono avventurarsi nel contorto Tronomondo di Savathûn, per scoprire come lei e le sue schiere della Covata Lucente abbiano rubato la Luce. Il nuovissimo raid, Promessa del Discepolo, approfondisce la figura di Rhulk, Discepolo del Testimone, personaggio chiave per gli avvenimenti dell'espansione L'Eclissi. Un nuovo archetipo di armi, i Falcioni, segreti da svelare e una storia inedita nel panorama di Destiny, più avvincente, cinematografica e ricca di colpi di scena, hanno fatto sì che questa espansione venisse ricordata come una delle migliori nell'intero universo di Destiny. Viene introdotto il sistema per la forgiature delle armi, dove i giocatori devono raccogliere speciali armi con una risonanza della vista profonda, identificabili dal bordo rosso, per poi poterle forgiare e dopo averne aumentato il livello, scegliere il telaio, canna/lancio, caricatore/proiettili e caratteristiche preferite riforgiandola; le caratteristiche migliorate sono delle versioni di quelle normali che hanno effetti più potenti o/e danno statistiche extra. Le stagioni successive sono la stagione dei Rinati, dei Tormentati, dei Tesori e dei Serafini, anch'esse ricche di contenuti, come il ritorno del più amato raid di Destiny 1, La Caduta di un Re. Si è anche aggiunta una chiave che da l'accesso alle segrete nella seconda e quarta stagione, le quali sono Dualità e Pinnacolo dell'Osservatrice.

### Anno 6
L'Eclissi è uscita il 28 febbraio 2023 e ha portato come nuova ambientazione Nettuno, più nello specifico la città futuristica di Neomuna. In questo caso, i Guardiani sono chiamati a fermare l'arrivo del Testimone, un'antica entità che controlla l'oscurità, e che, alleatosi con l'imperatore Calus, è intenzionato a provocare un secondo Crollo. Su Nettuno sono presenti nuovi alleati, i Solcanuvole, difensori cyborg di Neomuna; inoltre è possibile sbloccare la seconda delle classi dell'oscurità, la Telascura. Il nuovo raid, Radice degli Incubi, si presenta con la rinascita dell'ultimo Dio del Dolore Nezarec, che viene affrontato dai Guardiani per porre fine alla sua vita per sempre. Le stagioni successive sono state della Resistenza, del Profondo, delle Arti Magiche e dei Desideri. La chiave delle segrete relativa a questo anno permette l'accesso a Spettri dal Profono e Rovina della Signora della Guerra.

### Anno 7
Pubblicato il 4 giugno 2024, La Forma Ultima è il capitolo finale della saga di Luce e Oscurità di Destiny e vede i Guardiani viaggiare nel Pallido Cuore del Viaggiatore assieme all'Avanguardia e gli altri alleati per poter affrontare e distruggere il Testimone, intento a calcificare l'universo in eterno nella Forma Ultima. Sarà possibile utilizzare la sottoclasse Prismatica, la quale permette di combinare insieme le abilità sia di Luce che di Oscurità per causare effetti devastanti sul campo di battaglia. Viene aggiunta la possibilità di esplorare il Pallido Cuore come destinazione una volta conclusa la campagna, varie quest, segreti e ricompense relative ad esso, il Raid Orlo della Salvezza in cui si affronta il Testimone e la missione finale da 12 giocatori Escissione. Invece di avere 4 stagioni come negli anni precedenti, durante l'anno vengono pubblicati 3 Episodi relativi a trame più grandi. Questi sono Echi, ambientato su Nessus; Redivivo, ambientato sull'Atollo; Eresia, ambientato sull'Astrocorazzata di Oryx.

### Anno 8
Pubblicato il 15 luglio 2025, I confini del destino è l'inizio dell'ottavo anno di Destiny 2, chiamato L'anno della profezia che includerà anche l'espansione I ribelli a dicembre 2025.